# Эстония
Эсто́ния (эст. Eesti МФА: [ˈeːsʲti]о файле), официальное название — Эсто́нская Респу́блика (эст. Eesti Vabariik) — государство, расположенное в Северной Европе на восточном побережье Балтийского моря и омываемое водами Финского и Рижского заливов. На востоке граничит с Россией (протяжённость границы — 324 км), на юге — с Латвией (333 км). На севере, в Финском заливе, проходит морская граница с Финляндией. Площадь — 43 464,00 км² (129-е место в мире, 29-е в Европе), численность населения на 1 января 2025 года — 1 369 995 чел. (158-е — в мире, 34-е в Европе) — по этим показателям она является наименьшей среди стран Прибалтики.
Член ООН с 17 сентября 1991 года, Европейского союза — с 1 мая 2004 года, НАТО — с 29 марта 2004 года, ОЭСР — с 9 декабря 2010 года, член Совета Европы — с 14 мая 1993 года. Входит в Шенгенскую зону и Еврозону.
Парламентская республика. Президент — Алар Карис (с 11 октября 2022 года), премьер-министр — Кристен Михал (с 23 июля 2024 года).
Столица и крупнейший город — Таллин, другие крупные города — Тарту, Нарва, Пярну, Кохтла-Ярве, Вильянди, Раквере, Маарду, Курессааре и Силламяэ. Официальный язык — эстонский. Денежная единица — евро.

## Этимология
Новообразование — «эсто́нец». До XVIII—XIX веков эстонцы называли себя maarahvas, что буквально значит «народ земли», то есть занимающийся земледелием. Термин eestlane пришёл из латыни (Aestii — эсты), так названо Тацитом в «Германии» балтийское племя, населяющее дальний берег Балтийского моря.
Древние скандинавские саги содержат упоминание о земле под названием Эйстланд (Eistland) — так Эстония до настоящего времени называется на исландском языке, что близко к датскому, немецкому, нидерландскому, шведскому и норвежскому варианту названия — Эстланд (Estland). Ранние источники на латинском языке также содержат версии названия территории Эстия и Гестия (Estia и Hestia).
После провозглашения независимости в 1918 году страна получила название Эстония (Esthonia), под ним в 1921 году она вступила в Лигу Наций. По конституциям 1920 и 1934 годов страна именовалась Эстонской Республикой. В 1940 году, с присоединением к СССР, была образована Эстонская Советская Социалистическая Республика; после распада СССР в 1991 году было восстановлено досоветское название.
Топоним Estland/Eistland связывают с древнескандинавским aust, austr, что означает «восток».

## География

Физическая карта Эстонии

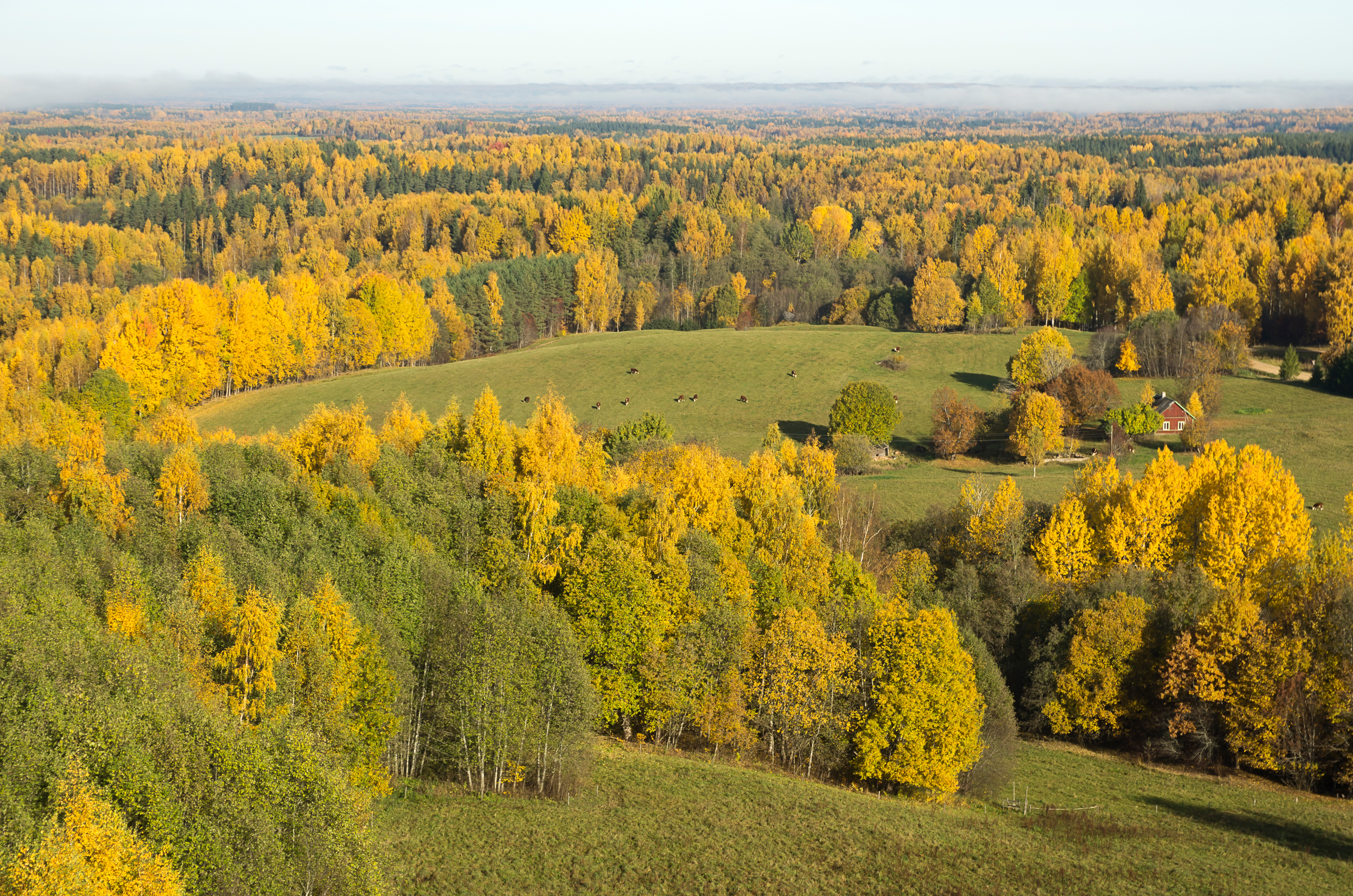
Равнины Эстонии осенью

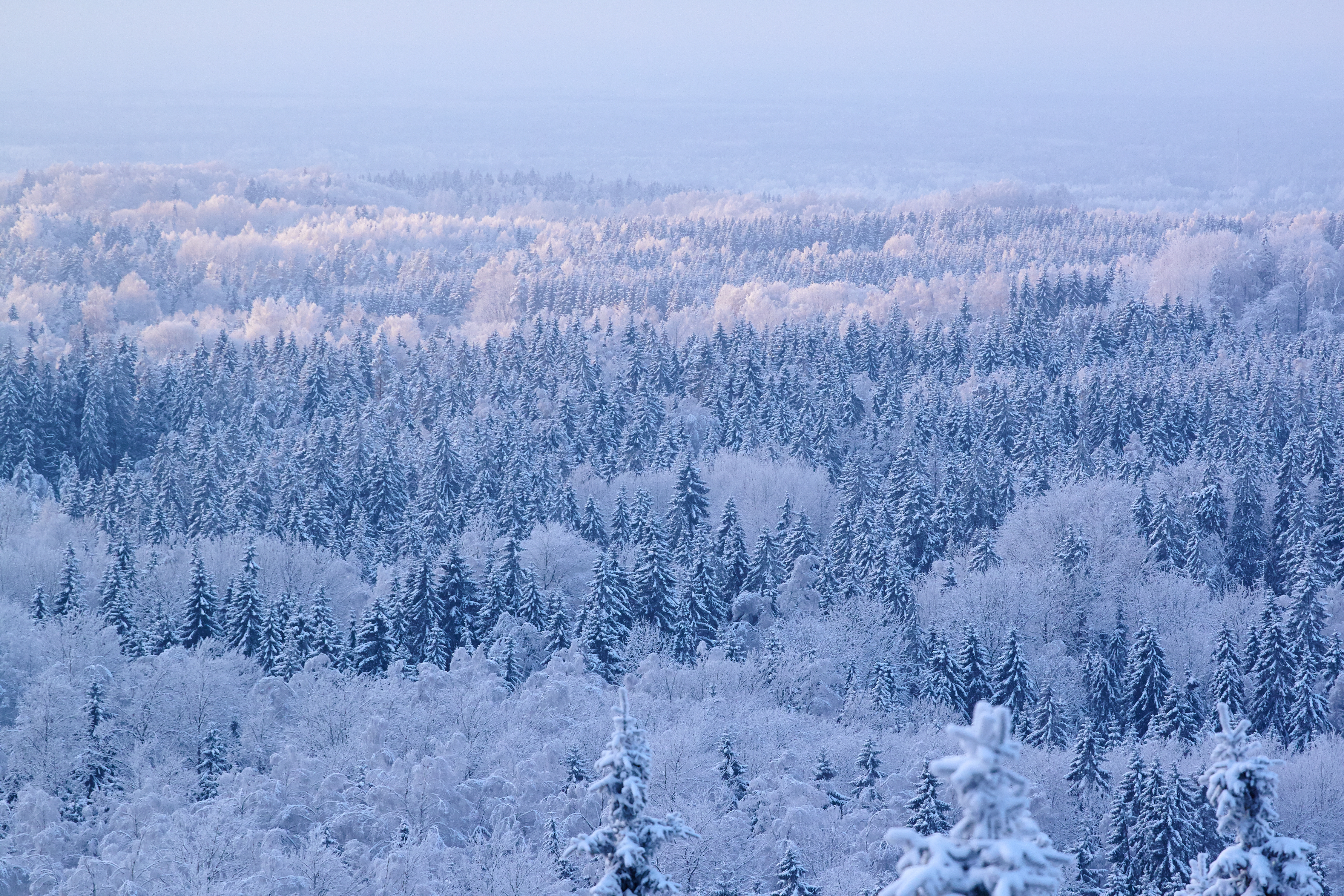
Леса Эстонии зимой

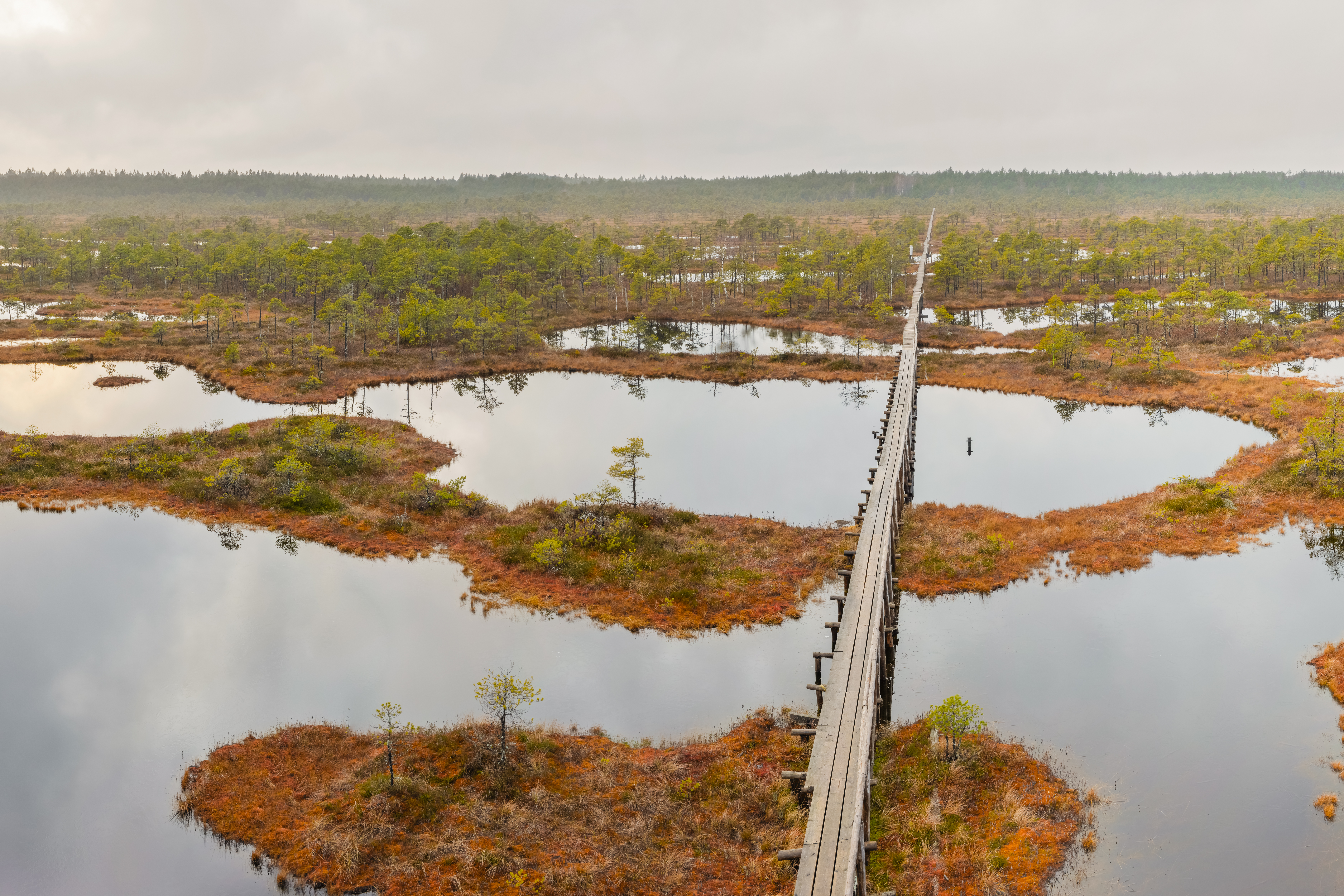
Болота Эстонии

Площадь страны составляет 43 464,00 км². Протяжённость с севера на юг составляет около 240 км, с запада на восток — 350 км.
Страна расположена в северо-восточной части Европы. Омывается с севера водами Финского залива, с запада — Балтийским морем и Рижским заливом, граничит с Латвией на юге и с Россией на востоке. С Латвией Эстония имеет сухопутную границу; граница с Россией проходит по реке Нарва, Чудскому и Псковскому озёрам и по сухопутному участку с Псковской областью.
Протяжённость границы — 682 км (в том числе 127 км по Чудскому озеру), из них с Россией — 339 км, с Латвией — 343 км. Международная морская граница протяжённостью 769 км проходит с Латвией (312 км), Швецией (68 км), Финляндией (272 км) и Россией (117 км). Береговая линия (1242 км) проходит вдоль Финского залива на севере, граничит с проливом Вяйнамери на западе и с Рижским заливом на юго-западе.
Климат Эстонии — переходный от умеренно-морского к умеренно континентальному с мягкой зимой и прохладным летом. На климат большое влияние оказывают атлантические циклоны, воздух в стране из-за близости моря всегда влажный.
Длина береговой линии — 3794 км. В состав Эстонии входит 2355 островов в акватории Балтийского моря общей площадью 4,2 тыс. км². Самые крупные из них — Сааремаа (2673 км²) и Хийумаа (1023,26 км²), а также Муху (206 км²), Вормси (93 км²), Кихну (16,4 км²) и др. Несмотря на значительную площадь, на островах проживает менее 5 % населения страны.
Реки Эстонии невелики, но достаточно полноводны.
В Эстонии 1300 естественных озёр, имеющих площадь более одного гектара; малых озёр и прудов — более 20 000. Озёра занимают 4,7 % площади страны.
Статус биосферного резервата ЮНЕСКО имеют 4 крупнейших острова Западно-Эстонского архипелага (высокое разнообразие местообитаний альваров, поддержка популяции европейской норки).
Всего в Эстонии 3923 охраняемых природных объекта, из которых 6 национальных парков, 231 заповедник, 154 ландшафтных заповедника (природных парков), 59 территорий со старым или необновлённым порядком охраны, 512 парков и древостоев, 319 заказников, 1553 постоянных местообитаний, 23 природных объекта, охраняемых на уровне местных самоуправлений и 1066 отдельных охраняемых природных объектов. В совокупности охраняемые природные территории Эстонии составляют 23 % территории страны.

## История
Первые поселения возникли на территории, где располагается современная Эстония, в 9600—9500 годах до н. э. в рамках так называемой кундской культуры. К X—XIII векам сложилась раннефеодальная структура общества, где во главе земель стояли старейшины и предводители военных дружин.
В XIII веке крестоносцы, подавив сопротивление эстов, включили их земли в состав земель Ливонского ордена. С этого времени немцы в течение нескольких столетий занимали в Эстонии ключевые позиции во властных структурах, культуре, экономике и так далее. В XVI веке Эстония прошла эпоху Реформации, с этого времени основной религиозной конфессией на её территории стал протестантизм. В том же веке, по итогам Ливонской войны, северная Эстония (Эстляндия) вошла в состав Швеции, ещё через полвека также в Швецию была включена и южная Эстония (часть Ливонии).

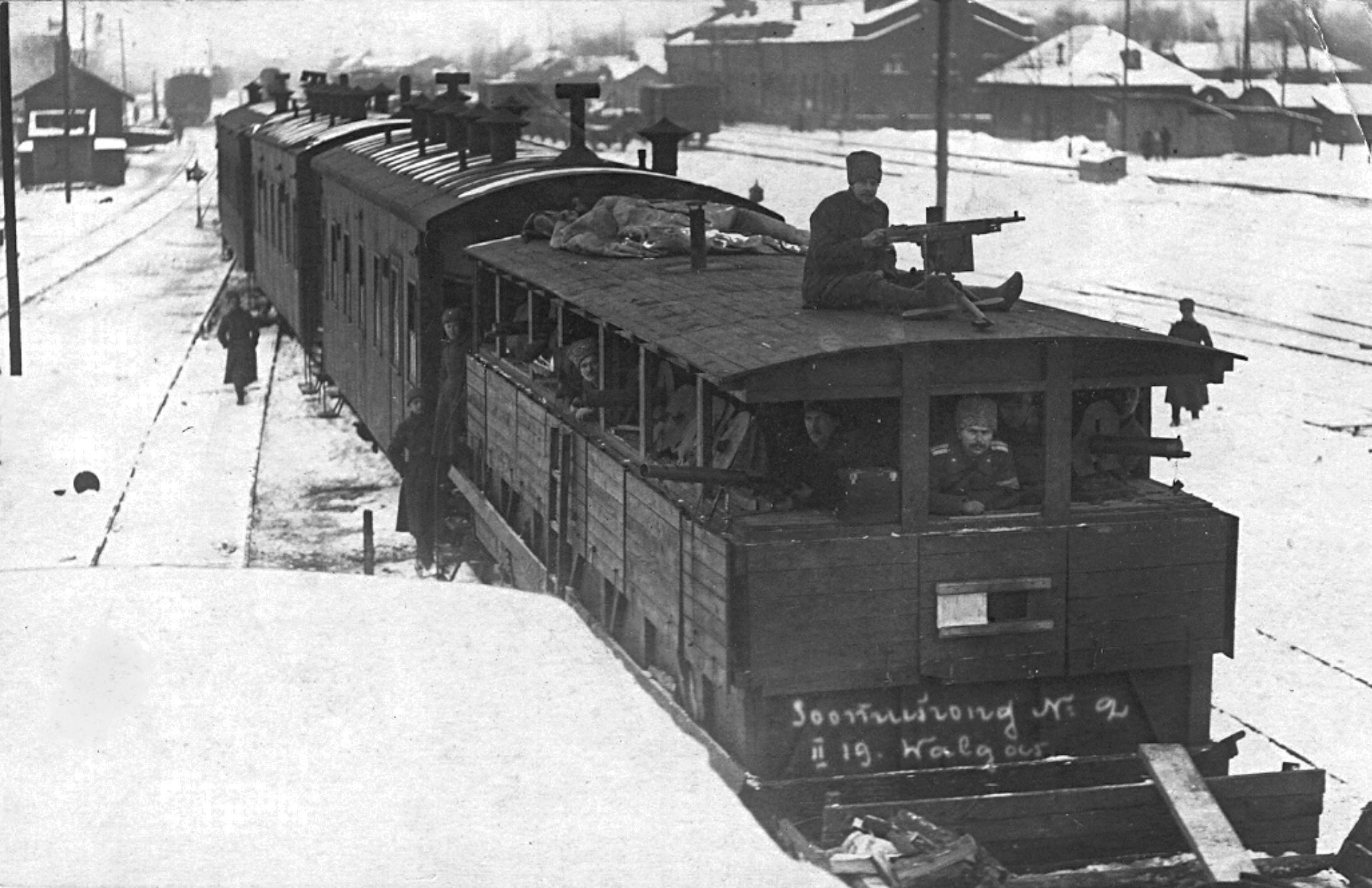
Эстонский бронепоезд в годы Освободительной войны

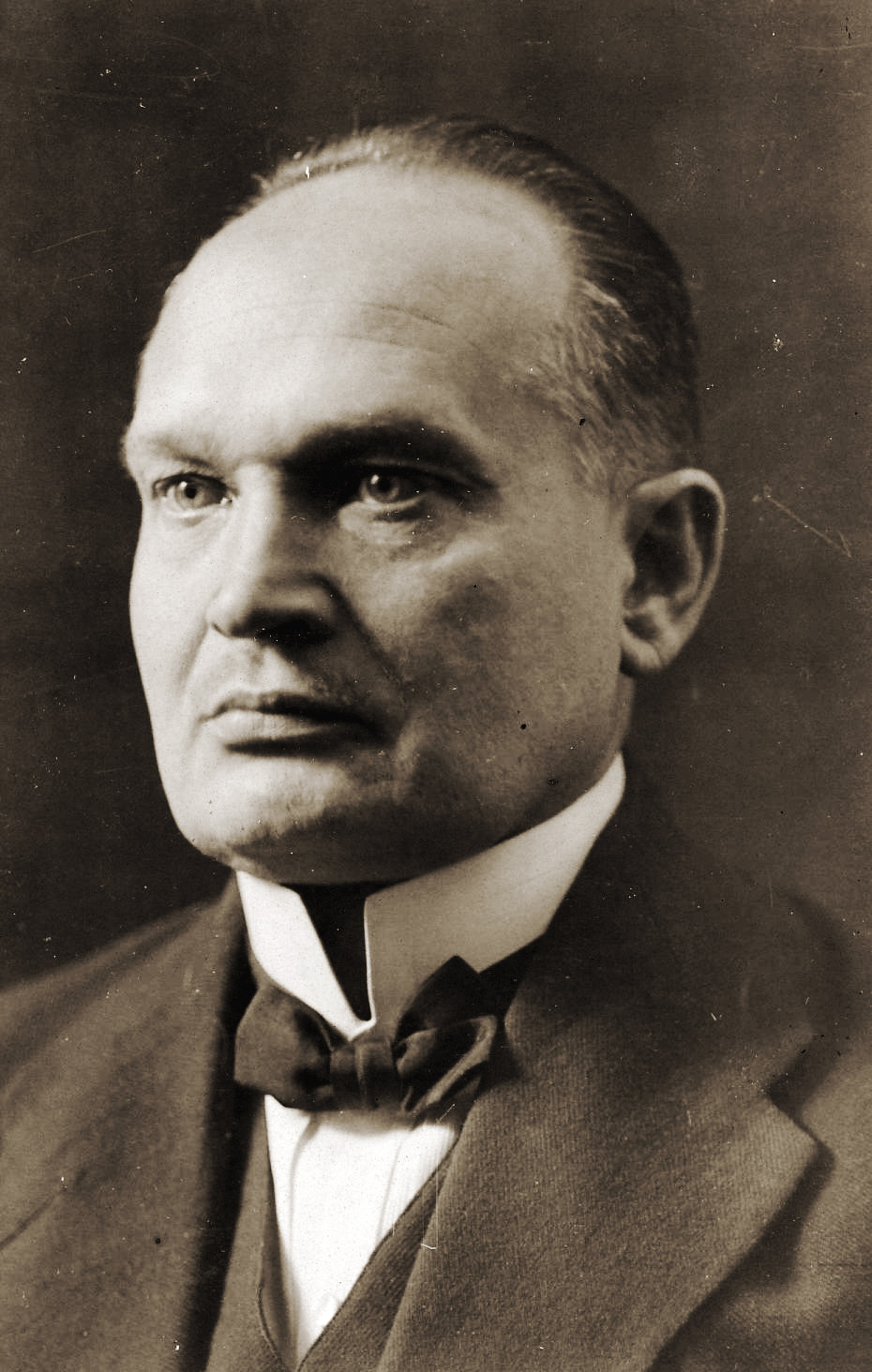
Первый президент Эстонии Константин Пятс

По итогам Северной войны между Русским Царством и Шведским королевством, 30 августа (10 сентября) 1721 года был подписан Ништадтский мирный договор. Швеция признала присоединение к России Ливонии, Эстляндии и других территорий. После распада Российской империи южная часть Лифляндской губернии вошла в состав Латвии, а северная часть — в состав Эстонии.

Эстонский язык в Российской империи по переписи 1897 года

По данным переписи населения 1897 года, в Эстляндской губернии проживало 958 000 человек, из них эстонский язык родным указали чуть более 90 %, русский — 4,5 % и немецкий — 3,5 %.
После распада Российской империи 24 февраля 1918 года была провозглашена Эстонская Республика. Независимость была достигнута в ходе Освободительной войны. 2 февраля 1920 года РСФСР и Эстония подписали мирный договор о взаимном признании.
15 июня 1920 года была принята конституция Эстонской Республики (вступила в силу 21 декабря). Согласно ей, Эстония являлась парламентской республикой. Высшим органом законодательной власти становилось Рийгикогу (Государственное собрание).
22 сентября 1921 года Эстония стала членом Лиги Наций.
В результате раздела сфер влияния между СССР и Германией в 1939 году Эстонии в сентябре 1939 года Советским Союзом был навязан «Пакт о взаимопомощи», а 6 августа 1940 года Эстония была оккупирована СССР. В период с 7 июля 1941 по 24 ноября 1944 года страна была оккупирована нацистской Германией. После Второй Мировой войны Эстония вновь была включена в состав СССР. США и ряд других стран это включение признали де-факто и не признали де-юре.

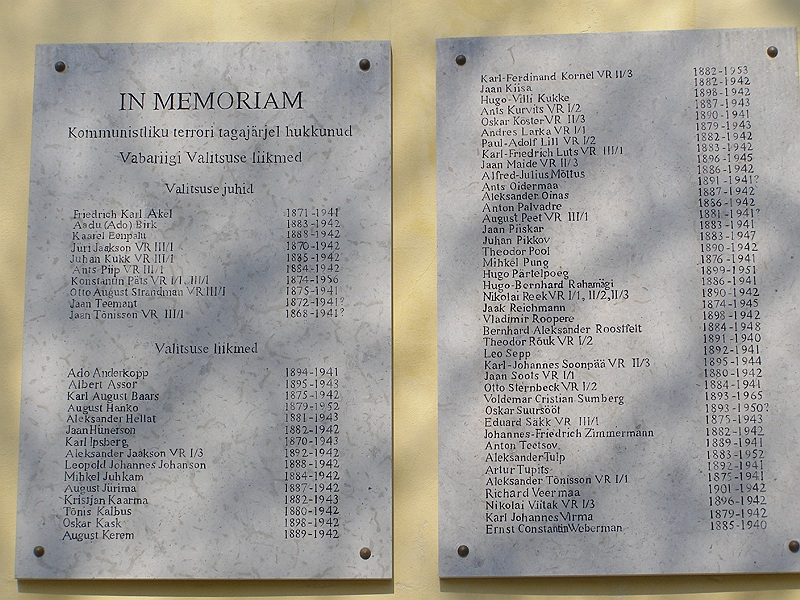
Дом Стенбока, мемориальная доска в память о членах правительства, погибших в результате коммунистического террора

8 мая 1990 года Верховный Совет Эстонской ССР принял закон о восстановлении действия Конституции независимой Эстонской Республики 1938 года. 20 августа 1991 года Эстония подтвердила свою независимость, а 17 сентября того же года была принята в ООН. В 2004 году Эстония стала членом Европейского Союза и НАТО.
9 декабря 2010 года Эстония первой среди постсоветских стран стала членом Организации экономического сотрудничества и развития. С 1 января 2011 года Эстония перешла на использование евро.

## Государственный строй

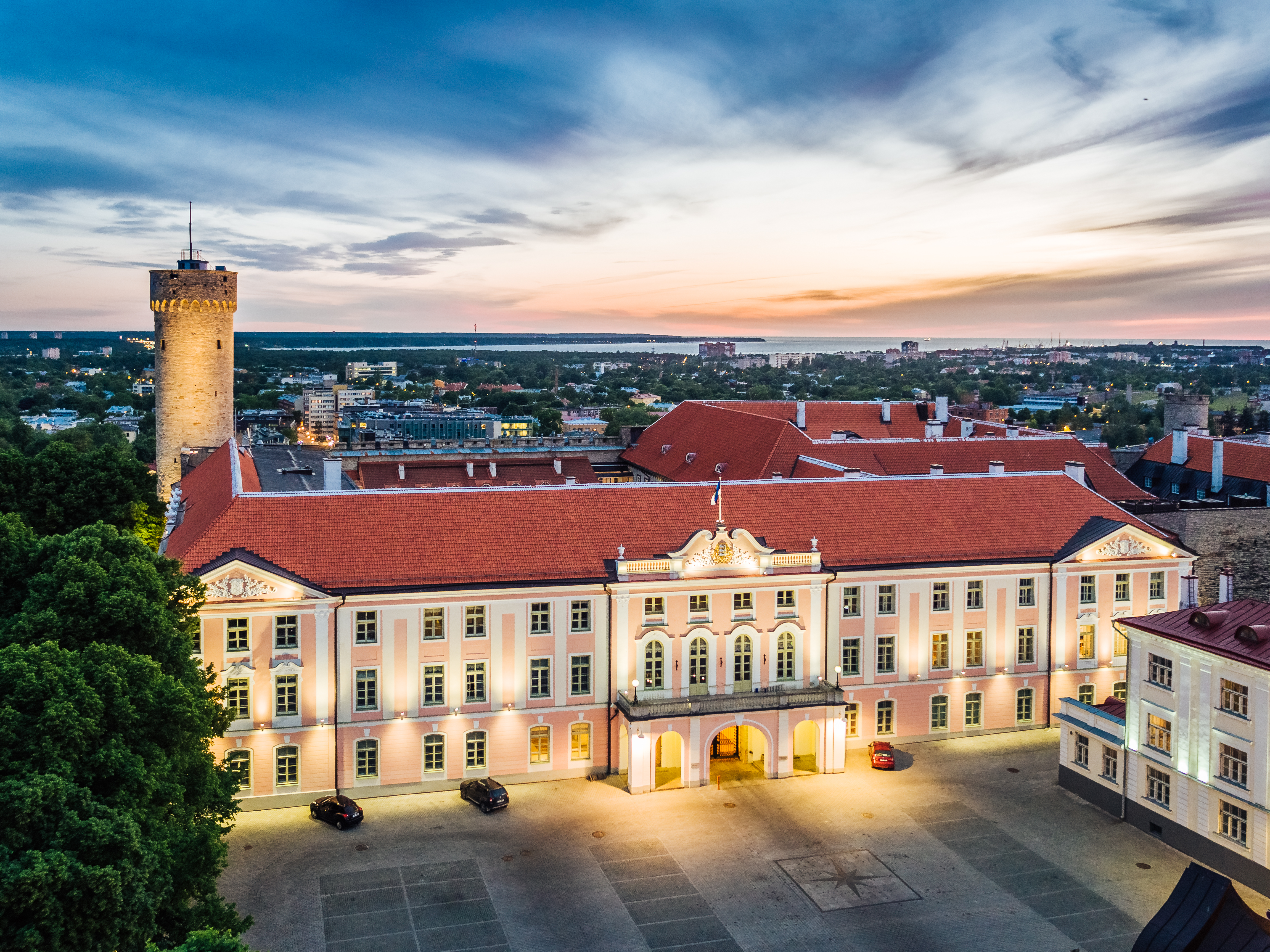
Рийгикогу

Согласно действующей конституции, принятой в 1992 году, Эстония является независимой демократической парламентской республикой, в которой высшим носителем власти является народ.
Законодательная власть принадлежит Рийгикогу — однопалатному парламенту, в состав которого входит 101 депутат, избираемый по пропорциональной системе в ходе равных и прямых выборов. В выборах парламента, избираемого на 4 года, имеют право участвовать все достигшие 18 лет дееспособные граждане страны. Последние парламентские выборы состоялись в марте 2023 года.
Баллотироваться в Рийгикогу может каждый достигший 21-го года гражданин Эстонии, обладающий правом голоса. Выборы в Рийгикогу проводятся в первое воскресенье марта на четвёртый год после предыдущих. В некоторых случаях по решению президента могут быть объявлены внеочередные выборы (до сих пор ни разу не проводились). Точный порядок выборов в Рийгикогу устанавливается Законом о выборах в Рийгикогу. Распределение мест в Рийгикогу после 5 марта 2023 года:
- Партия Реформ: состав фракции — 37 депутатов;
- Консервативная народная партия Эстонии — состав фракции — 16 депутатов;
- Центристская партия: состав фракции — 14 депутатов;
- Эстония 200: состав фракции — 14 депутатов;
- Партия «Отечество»: состав фракции — 8 депутатов;
- Социал-демократическая партия Эстонии: состав фракции — 9 депутатов;
- беспартийные: 3 депутата.

Главой государства является президент, избираемый на 5 лет, но не более чем на 2 срока, депутатами Рийгикогу или коллегией выборщиков в ходе тайного голосования. Коллегия выборщиков состоит из депутатов парламента и делегатов от всех советов местных самоуправлений и созывается в случае, когда ни одному из кандидатов в президенты не удалось набрать требуемого большинства голосов в парламенте (две трети от конституционного состава). Коллегия выборщиков избирает президента республики большинством голосов. Каждый член Рийгикогу или коллегии выборщиков имеет 1 голос.

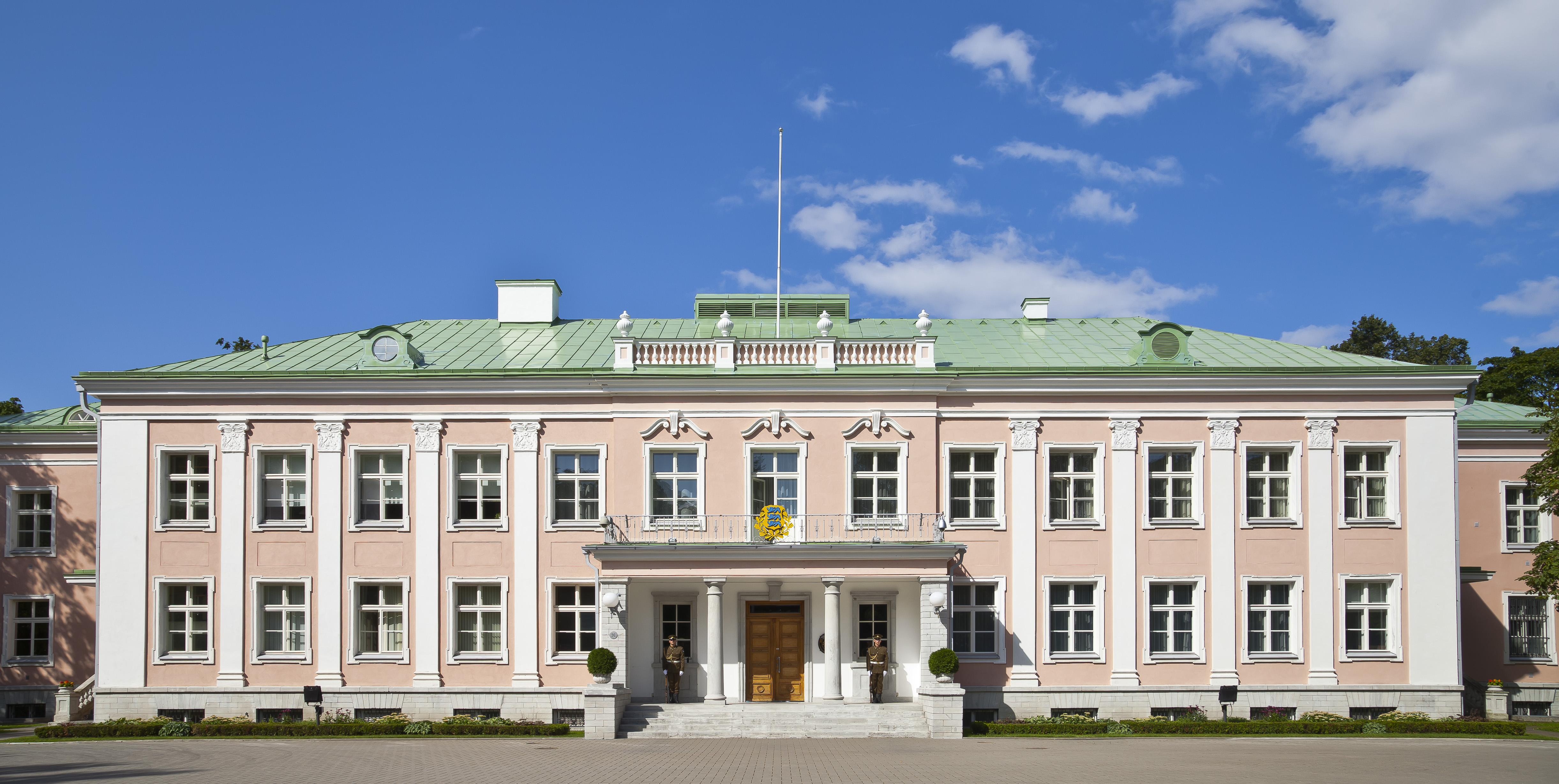
Резиденция Президента Республики

Исполнительная власть принадлежит правительству. Правительство возглавляет премьер-министр, которым является лидер победившей на выборах в парламент партии, либо лидер парламентской коалиции. Кабинет министров утверждается президентом по представлению кандидата в премьер-министры, получившего одобрение парламента.
Надзор за соблюдением конституции и законодательства государственными органами осуществляет канцлер юстиции — независимый чиновник, назначаемый парламентом по представлению президента. Экономический контроль над использованием государственного бюджета и собственности осуществляет другой независимый орган — Государственный контроль.
Высшая судебная инстанция — Государственный суд, суды апелляционной инстанции — окружные суды, суды первой инстанции — уездные суды, городские и административные суды, органы прокуратуры — Государственная прокуратура, окружные прокуратуры.
Все вопросы местной жизни решаются местными самоуправлениями, которые действуют в пределах закона автономно, имеют собственный бюджет и право устанавливать некоторые местные налоги и сборы (например, налог на рекламу, на закрытие улиц и дорог, на домашних животных, на развлекательные заведения и мероприятия, плату за парковку и т. п.). Основным органом местного самоуправления является совет, избираемый на четырёхлетний срок постоянными жителями данного муниципалитета (в отличие от парламентских выборов, на местных выборах могут голосовать также и лица без гражданства и граждане других стран, имеющие статус постоянного жителя).
26 января 2021 года Кая Каллас стала первой женщиной — премьер-министром Эстонии. Из 14 министров в правительстве Каллас половина (7 министров) — женщины, что является рекордом для страны, а до недавних пор и президентом Эстонии также была женщина Керсти Кальюлайд.

### Политические партии
Согласно эстонскому законодательству, в партиях могут состоять достигшие 18-летнего возраста дееспособные граждане Эстонии и граждане других стран, входящих в Европейский союз, постоянно проживающие в Эстонии. Для официальной регистрации в партии должно состоять не менее 500 человек. Членами партий не могут быть находящиеся на действительной службе военнослужащие, судьи, прокуроры, полицейские и ряд высших должностных лиц государства (канцлер юстиции и его советники, государственный контролёр). Президент республики обязан приостановить своё членство в партии (при наличии такового) на время исполнения должностных обязанностей.
Зарегистрированные партии, участвовавшие в парламентских выборах и набравшие не менее 1 % голосов, имеют право на получение финансирования из государственного бюджета (сумма зависит от процента полученных голосов).
По состоянию на 2009 год, в политических партиях состояло 5,8 % жителей Эстонии.

### Профсоюзы
Центральным организацией профсоюзов Эстонии является Центральный союз профсоюзов Эстонии.

## Административное деление
15 уездов, возглавляемых уездными старейшинами (назначаются сроком на 5 лет правительством по представлению министра по делам регионов) и подразделяющихся на 79 местных самоуправлений, из которых 15 являются городами-муниципалитетами, а 64 — волостями.
| Уезд          | Центр      |
| ------------- | ---------- |
| Валгамаа      | Валга      |
| Вильяндимаа   | Вильянди   |
| Вырумаа       | Выру       |
| Ида-Вирумаа   | Йыхви      |
| Йыгевамаа     | Йыгева     |
| Ляэне-Вирумаа | Раквере    |
| Ляэнемаа      | Хаапсалу   |
| Пылвамаа      | Пылва      |
| Пярнумаа      | Пярну      |
| Рапламаа      | Рапла      |
| Сааремаа      | Курессааре |
| Тартумаа      | Тарту      |
| Харьюмаа      | Таллин     |
| Хийумаа       | Кярдла     |
| Ярвамаа       | Пайде      |

## Города

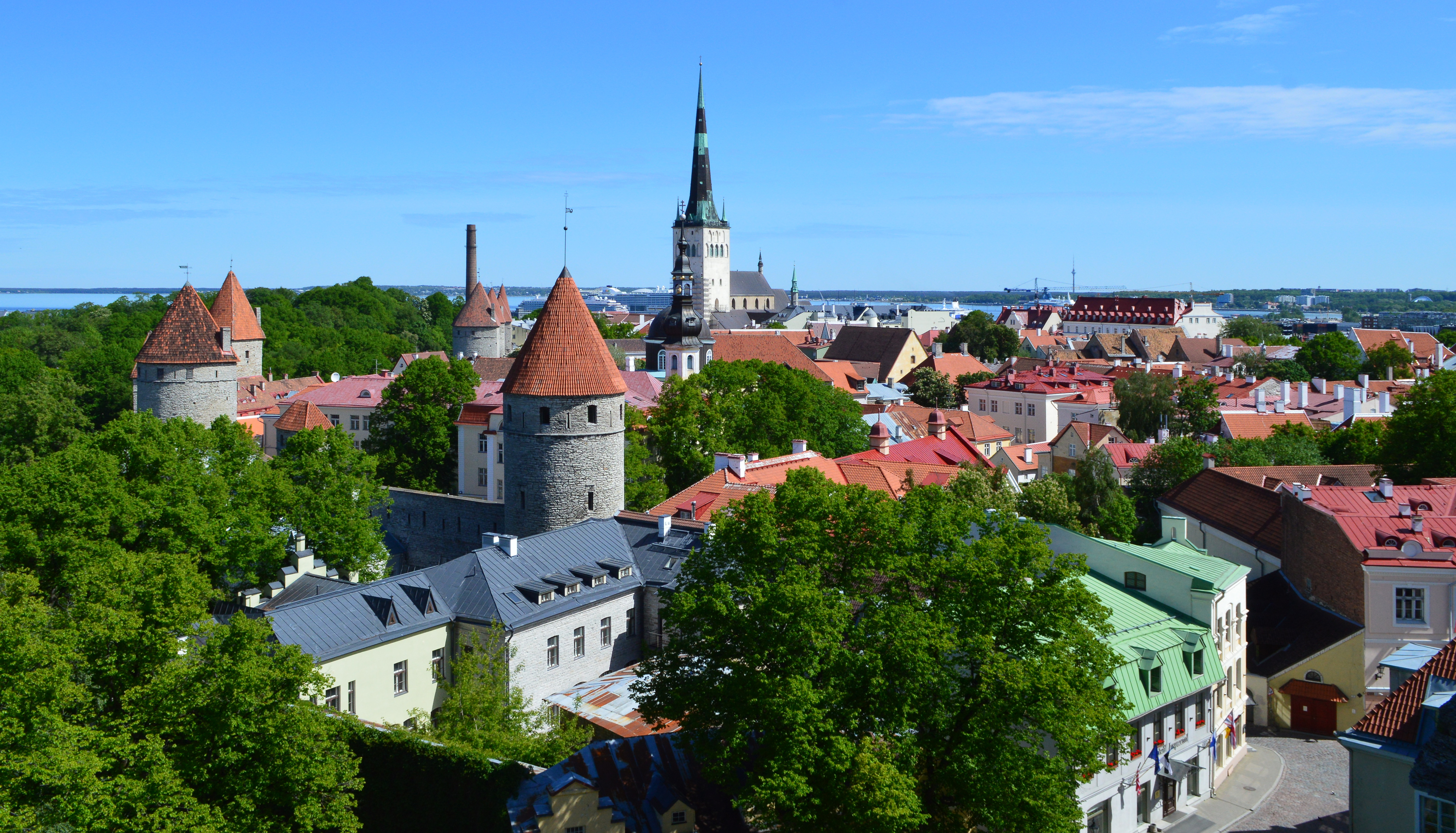
Таллин

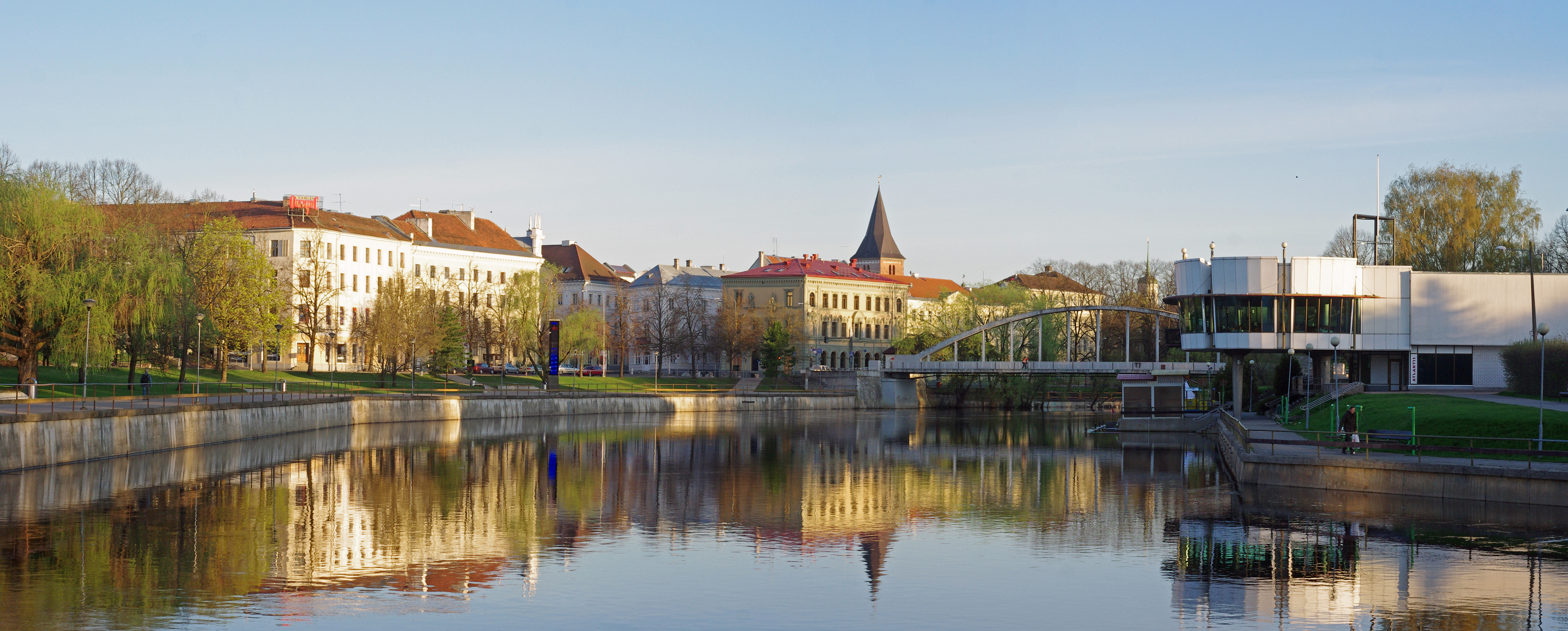
Тарту

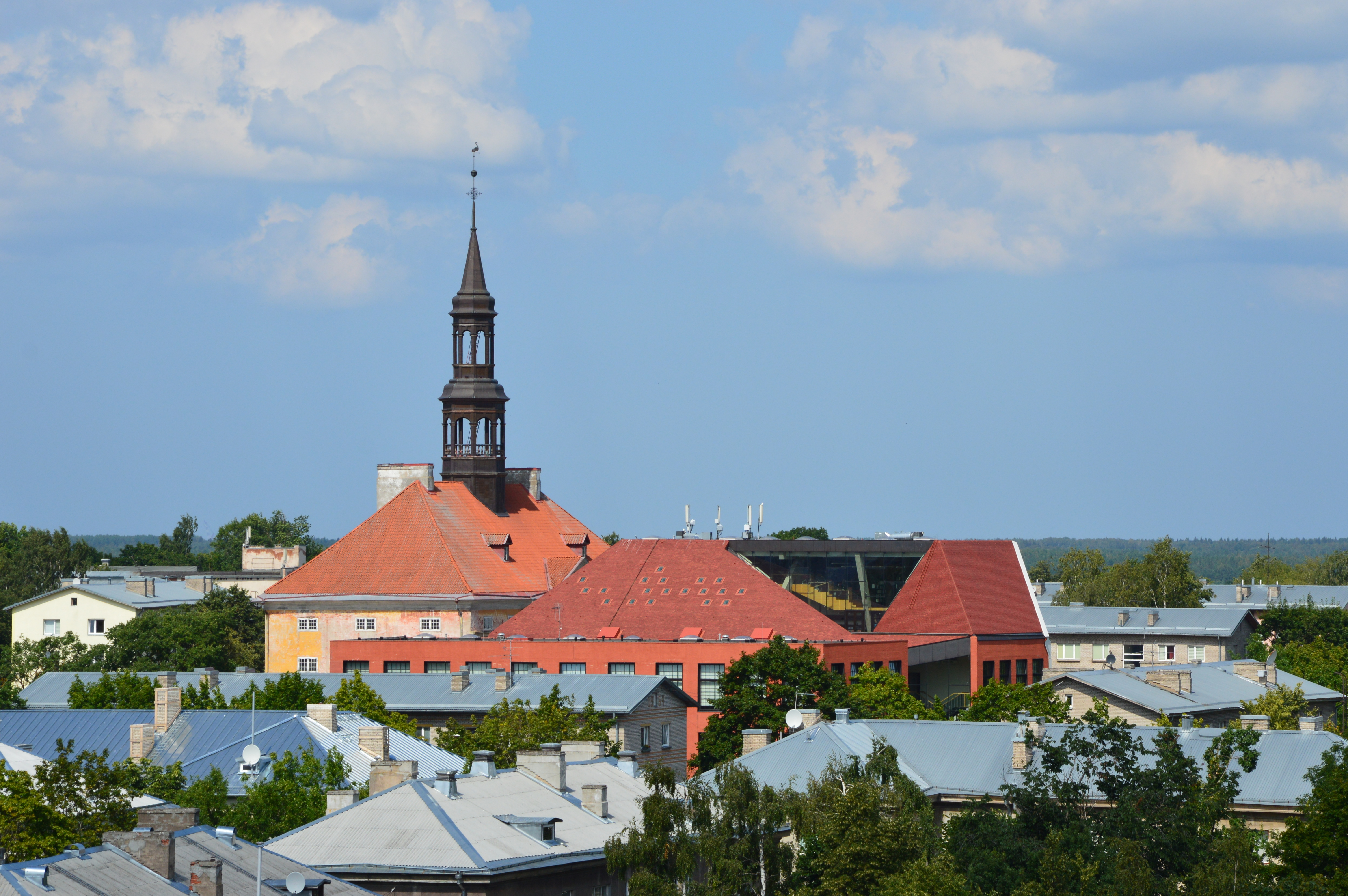
Нарва

В стране статус города имеют 47 населённых пунктов. Столица — город Таллин — на 1 января 2025 года по данным Департамента статистики Эстонии насчитывала 456 518 жителей (33,3 % населения страны), что на 10548 человека меньше, чем на 1 января 2024 года (457 572 чел.). По данным Регистра народонаселения, число жителей Таллина на 1 января 2025 года составляло 461 609 чел., что на 238 чел. больше, чем на 1 января 2024 года (461 371 чел.).
Второй по величине город — Тарту, третий — Нарва. На северо-востоке страны располагается полицентрическая агломерация с населением около 150 тыс. человек (крупнейшие города — Нарва, Кохтла-Ярве, Йыхви, Силламяэ и Кивиыли), которая является второй по размеру в стране городской агломерацией после столичной.
| 1  | Таллин      | Харьюмаа      | 457 572 |
| 2  | Тарту       | Тартумаа      | 101 032 |
| 3  | Нарва       | Ида-Вирумаа   | 53 360  |
| 4  | Пярну       | Пярнумаа      | 41 520  |
| 5  | Кохтла-Ярве | Ида-Вирумаа   | 33 434  |
| 6  | Вильянди    | Вильяндимаа   | 17 255  |
| 8  | Маарду      | Харьюмаа      | 17 017  |
| 7  | Раквере     | Ляэне-Вирумаа | 15 695  |
| 9  | Курессааре  | Сааремаа      | 13 185  |
| 10 | Силламяэ    | Ида-Вирумаа   | 12 352  |

В 2024 году самыми малыми по числу жителей были города Калласте — 651 человек, Мыйзакюла — 744 и Пюсси — 859; по площади — Выхма (1,94 км²), по плотности населения — Палдиски (68,1 чел/км²).

## Экономика
Среди посткоммунистических стран Эстония является одной из самых развитых. По ВВП на душу населения (номинал) — $30 138 (2-е место после Словении, 2023 год). По ВВП на душу населения (ППС) — $47 128 (5-е место после Чехии, Словении, Литвы и Польши, 2023 год).
По состоянию на июнь 2024 года, Эстония имела самую высокую среди всех посткоммунистических стран мира нетто среднюю (1629,54 €); по состоянию на 1 января 2025 года — вторую после Словении (929 €, в Эстонии — 810,08 €) нетто минимальную заработную плату. Средний размер оплаты труда (брутто) в Эстонии в июне 2024 года составлял 2113 € и (нетто, после вычета налогов) 1629,54 €. Минимальный брутто-размер оплаты труда в Эстонии с 1 января 2025 года составляет 886 €, минимальная нетто-зарплата — 810,08 €

### Послевоенный уровень
Одной из важных сфер экономической деятельности до Второй мировой войны являлось сельское хозяйство, при этом сельхозпродукция составляла и существенную долю экспорта. Развивалась материалоёмкая и трудоёмкая энергетическая промышленность, гражданское морское судоходство и машиностроение.
В Эстонии (как и в других странах Балтии) существовали наилучшие стартовые условия в СССР для построения рыночной экономики. Здесь был накоплен обширный инновационный потенциал. В 1970—1980-х годах Прибалтика лидировала в СССР по объёму инвестиций в основной капитал на душу населения.

### Период независимости
После восстановления независимости экономика Эстонии была перестроена в соответствии с рыночными принципами и переориентирована на Западную Европу. 20 июня 1992 года Эстония ввела в обращение собственную национальную валюту — эстонскую крону вместо советского рубля. Эстонская крона была привязана к немецкой марке (с обменным курсом 8 крон за 1 марку). Принятие национальной валюты означало, что Банк Эстонии мог выпускать деньги в том случае, если страна имела запас иностранной валюты, эквивалентный стоимости выпущенных эстонских крон. С 1 января 1999 года эстонская крона была привязана к евро, так как Германия начала использовать общеевропейскую валюту. С 1 января 2011 года евро вводится в обращение, полностью заменяя крону.
Положительную роль в успехе экономических преобразований в 1991—1993 годах сыграли более $ 285 млн иностранной помощи, займов и кредитов, а также то, что Эстония получила более $ 100 млн из средств довоенной республики, замороженных в иностранных банках в 1940 году в связи с присоединением страны к СССР.
По показателю ИРЧП ООН причисляла страну к группе «развивающихся» вплоть до 2000 года, пока происходило становление рыночной экономики.
В 1999 году Эстония вступила во Всемирную торговую организацию. Главные торговые партнёры — Финляндия, Швеция, Германия и Россия. Наиболее серьёзной проблемой остаётся отрицательный торговый баланс. В 2004 году Эстония вошла в Европейский союз.
ВВП на душу населения (по паритету покупательной способности): $ 32 130 (2017).
Среднемесячная зарплата в 2008 году составляла 12 912 крон (€ 825), в третьем квартале 2009 года была 11 770 крон (€ 752). Во втором квартале 2013 года средняя зарплата в Эстонии составила € 976, в декабре 2020 — € 1604, в декабре 2023 — € 2065.
За период 2000—2005 годы ВВП вырос на 60 %. Однако во время мирового экономического кризиса 2008 году он упал на 3,6 %, а в третьем квартале 2009 года падение ВВП составило 15,6 % по сравнению с тем же периодом предыдущего года. В период с третьего квартала 2009 по четвёртый квартал 2010 наблюдался последовательный рост ВВП. Реальный экспорт в четвёртом квартале 2010 года вырос на 53 %. В 2010 году рост ВВП составил 3,1 %. Таким образом, в 2010 году эстонская экономика вышла из кризиса.
Уровень безработицы снизился с 12 % в 2001 году до 4,7 % в 2007 году, но в третьем квартале 2009 года составил уже 14,6 %, а в первом квартале 2010 года поднялся до 19,8 %. На 3 июня 2011 года уровень зарегистрированной безработицы в Эстонии снизился до 8,7 % от экономически активного населения. Согласно данным Статистического управления Эстонии, в четвёртом квартале 2010 года общее число безработных снизилось к 93 000, а уровень безработицы — 13,6 %. По снижению уровня безработицы Эстония заняла 2-е место в ЕС за 2011 год.
В начале 2009 года в стране произошёл интенсивный спад промышленного производства. В феврале 2009 он составил 30 % по сравнению с показателями февраля 2008, что стало самым большим снижением в ЕС. По данным Eurostat, рост промышленного производства в Эстонии в сентябре 2010, по сравнению с сентябрём 2009, составил 31,1 % — таким образом, Эстония занимала тогда 1-е место в Евросоюзе по этому показателю. В Эстонии также минимальные госдолг и дефицит госбюджета среди всех стран ЕС, и в 2010 году она была одной из двух стран ЕС (вторая — Мальта), сокративших бюджетный дефицит.
4 июня 2010 года Генеральный секретарь ОЭСР А. Гурриа и премьер-министр Эстонии А. Ансип подписали в Таллине договор о присоединении Эстонии к организации.
Переход на евро, в соответствии с обновлённым в июне 2009 года планом правительства Эстонии, состоялся 1 января 2011 года.
В 2017 году ВВП Эстонии, в пересчёте на жителя, достиг 79 % от среднего показателя по Европейскому союзу, что является заметным шагом вперёд. Это означает, что впервые Эстония поднялась на сравнимый уровень с некоторыми южными странами Еврозоны — например, с Португалией, гораздо раньше Эстонии присоединившейся к Европейскому союзу. За 15 лет, прошедших с момента вступления Эстонии в ЕС — с 2004 по 2019 год — «чистый» средний размер оплаты труда вырос в стране более чем в 3,2 раза, с € 363 до € 1162, а минимальный размер оплаты труда — более чем в 3,4 раза, с € 158,50 до € 540. ВВП Эстонии по ППС с 2004 года по 2019 год вырос в 2 раза, с $ 23,79 млрд до $ 46,587 млрд.
По прогнозам Банка Эстонии средняя зарплата в 2019 году вырастет на 8,1 % до € 1415, а в 2020 году на 6,4 % до € 1505. По прогнозам Еврокомиссии, средняя зарплата в республике к 2022 году составит € 1628, а в долгосрочном прогнозе к 2030 году — € 2364, к 2050 году — € 5166, а к 2070 году — € 10 742.
Средняя месячная зарплата в Эстонии в декабре 2023 года составляла € 2065. Средняя заработная плата в Эстонии выше чем в Тайване (NT$ 47 868, около € 1357), самой бедной стране из всех четырёх азиатских тигров. С 1 января 2025 минимальный размер оплаты труда в Эстонии составляет € 886.

### Гендерный разрыв в оплате труда
По состоянию на 2023 год в Эстонии серьёзной проблемой остаётся стеклянный потолок, в частности гендерный разрыв в оплате труда, причём наблюдается он практически во всех сферах экономической деятельности. По данным статистики, в 2023 году почасовая брутто-зарплата у женщин была на 13,1 % ниже, чем у мужчин. В 2023 году по сравнению с 2022 годом гендерный разрыв в оплате труда снизился на 4,6 %, а по сравнению с 2013 годом на 11,7 %. В 2023 году средняя почасовая брутто-зарплата работающих женщин составляла € 10,27, а средняя почасовая брутто-зарплата работающих мужчин — € 11,82. Самый большой разрыв в оплате труда между мужчинами и женщинами в Эстонии наблюдается в оптовой и розничной торговли (25,5 %), в сфере информации и связи (25,1 %) и в финансовой и страховой деятельности (24,9 %). Женщины зарабатывали больше мужчин только в четырёх сферах деятельности: сельском, лесном и рыболовном хозяйстве (1,1 %), профессиональной, научной и технической деятельности (2,4 %), транспортировке и хранении (5,6 %) и других видах деятельности в сфере услуг (18,4 %). В 2023 году, по сравнению с 2022 годом, разрыв в оплате труда между мужчинами и женщинами в Эстонии уменьшился больше всего в сфере прочей обслуживающей деятельности и больше всего увеличился в сфере административной и вспомогательной деятельности.
Гендерное различие в зарплатах рассчитывается вычитанием из средней почасовой брутто-зарплаты мужчин средней почасовой брутто-зарплаты женщин. Полученное значение делится на среднюю почасовую брутто-зарплату мужчин и выражается в процентах. Средняя почасовая брутто-зарплата рассчитана без учёта нерегулярных премий и дополнительных выплат.

### Крупные компании
За 30 лет независимости в Эстонии появилось 4 компании с капитализацией в более чем $ 1 млрд (компании-единороги): Skype, Bolt, TransferWise, Playtech. Решив инвестировать в развитие электронных услуг с момента обретения независимости, Эстония провела ряд реформ за последние 30 лет. Также за счёт привлекательной бизнес-среды, высокого уровня образования, благоприятной среды для распространения инноваций и развитому сектору электронных услуг, Эстония смогла стать привлекательной страной для стартап-компаний. Статистика Налогового и таможенного департамента Эстонии за 2019 год показывает, что в конце второго квартала 2019 года в эстонских стартапах работают 4848 человек. Год назад, в конце июня 2018 года, число сотрудников составляло 3369. Это показывает ежегодный рост в 44 %. Тем не менее если посмотреть на сотрудников, работавших в эстонских стартапах в течение последних шести месяцев по крайней мере в течение одного дня, то число ещё больше. Согласно статистике Эстонии, за этот период в эстонских стартапах работало 7421 человек. Если сравнивать это со всем экономически активным населением Эстонии (695 700 чел.), можно увидеть, что каждый 93-й человек в Эстонии был так или иначе связан со стартапами.
- Tallink — крупнейшая компания по перевозке пассажиров и грузов в регионе Балтийского моря[126], а также крупнейшая на территории бывшего СССР компания гражданского морского судоходства (9 756 611 пассажиров в 2018 году[127]).
- Bolt — эстонская международная транспортная сетевая компания, основанная и расположенная в Таллине. Компания выпустила специальное мобильное приложение для поиска, вызова и оплаты как такси, так и частных водителей. В феврале 2019 года Bolt работал в 30 странах и в 50 городах Европы, Африки, Западной Азии и Австралии. Через приложение Bolt поездки совершают более 25 млн пользователей, и более 500 000 водителей используют её для выполнения поездок[128].
- SEB Pank — эстонский филиал международной финансовой группы Skandinaviska Enskilda Banken.
- Hansapank (с 2009 года Swedbank) — по состоянию на 31 декабря 2007 года суммарные активы финансовой группы составили € 25,826 млрд[129].
- Таллинский порт — третий по величине портовый комплекс на восточном побережье Балтийского моря (41,3 млн т груза, 6,76 млн пассажиров, 2006, 27,5 млн т груза, 8,84 млн пассажиров, 2012).
- Enefit Power — предприятие по добыче сланца на северо-востоке Эстонии, 17,2 млн т в 2015 году[130].
- Нарвские электростанции — свыше 10 млрд кВт·ч в 2006 году, экспорт в Латвию — 1,5 млрд кВт·ч.
- BLRT Grupp — машиностроительный концерн, состоящий из 65 предприятий, владеющий судоремонтными и металлообрабатывающими заводами в Эстонии, Литве, Латвии, на Украине, в России и Финляндии (оборот в первом полугодии 2008 года — 2,9 млрд крон[131], 74 % продукции идёт на экспорт[132] — суда, передвижные электростанции, понтоны и т. д.).
- Viru Keemia Grupp — концерн холдингового типа, состоящий из восьми предприятий. Viru Keemia Grupp имеет в этом концерне 100 % акций дочерних предприятий[133].

ТОП-10 промышленных предприятий Эстонии по средней численности работающих в 2015 году выглядит следующим образом:
1. АО «Ericsson Eesti» — электротехническая промышленность — 1426;
2. АО «HKScan Estonia» (объединившиеся в 2014 году Раквереский мясной комбинат и Таллинская птицефабрика Talleg) — мясная промышленность — 1284;
3. АО «ABB» — машиностроение — 1057;
4. АО «Norma» — производство автозапчастей — 856;
5. АО «PKC Eesti» — производство автозапчастей — 766;
6. АО «Enics Eesti» — электротехническая промышленность — 743;
7. АО «Wendre» — текстильный комбинат — 667;
8. АО «Eesti Energia Narva Elektrijaamad» — производство электроэнергии — 644;
9. АО «Stora Enso Eesti» — деревообрабатывающая промышленность — 620.

### Банки в Эстонии
- Банк Эстонии — центральный банк;
- Swedbank;
- SEB;
- BIGBANK;
- Coop Pank;
- LHV Pank;
- Luminor Bank;
- Inbank;
- Tallinna Äripank;
- Versobank.

Главное здание банка SEB в Таллине

Помимо банков, являющихся юридическими лицами республики, в Эстонии действуют и, в том числе, работают с населением (физическими лицами) представительства банков, являющихся иностранными юридическими лицами:

Индекс восприятия коррупции в разных странах мира по данным Transparency International в 2022 году.

- Citadele Banka AS (Латвия).

| 89 и выше 80—89 70—79 60—69 50—59 40—49 | 30—39 20—29 10—19 10 и ниже Нет данных |

## Международные институты
В Эстонии размещаются управленческие и информационные центры некоторых международных и европейских организаций и институтов.
В ноябре 2012 года в Таллине начала работу штаб-квартира IT-агентства Европейского союза, в том числе занимающегося поддержкой Шенгенской информационной системы второго поколения. В Таллине действует центр кибербезопасности НАТО.

### Коррупция
По состоянию на 2022 год Эстония согласно индексу восприятия коррупции имеет один из самых низких уровней коррупции в мире и делит 14-е место в мире вместе с Исландией, Канадой и Уругваем.

## Население
Современные эстонцы
Численность населения Эстонии по состоянию на 1 января 2025 года по данным Департамента статистики составила
1 369 995 человек, что на 0,3 % меньше, чем на 1 января 2024 года (1 374 687 чел.), плотность населения 31,5 чел/км².
| Год                  | 1712    | 1881 | 1897 | 1922 | 1934 | 1959 | 1970 | 1979 | 1989 | 2000 | 2012 | 2021 | 2024 |
| Всего                | 150—170 | 881  | 958  | 1107 | 1126 | 1197 | 1356 | 1466 | 1566 | 1370 | 1294 | 1330 | 1375 |
| в том числе эстонцев | —       | 792  | 868  | 0970 | 0993 | 0893 | 0925 | 0948 | 0963 | 0921 | 0890 | 0914 | 0932 |

Возрастно-половая пирамида населения Эстонии на 2021 год

К 1990 году численность населения была примерно на 40 % выше, чем до войны (1570 тыс. к 1122 тыс. в 1940); при этом, наряду с миграцией из других советских республик, росла и численность эстонского населения (951 тыс. в 1940, 830 тыс. в 1945, 966 тыс. в 1991 — максимум). C 1992 по 2009 происходила депопуляция страны, причиной которой стала как массовая эмиграция, так и отрицательный естественный прирост. К 2008 году население страны уменьшилось по сравнению с 1990 годом на 14,5 %, численность жителей эстонской национальности упала до 920 885 человек (−4,69 % по сравнению с 1991 годом).
В 2010 году был достигнут положительный прирост населения. В 2011 году, по оценке Книги фактов ЦРУ, естественная убыль населения составила −0,641 % (225-е место в мире).
Национальные меньшинства, по данным 2021 года, живут в основном в Таллине (46,7 % неэстонского населения) и в промышленном районе на северо-востоке, в уезде Ида-Вирумаа (в городе Нарва — около 97 % населения). Среди национальных меньшинств русские являются крупнейшим этносом, затем идут украинцы, белорусы и прочие. Русские проживают в крупных городах и в основном преобладают на территориях, примыкающих к границам России, в остальных районах Эстонии, в том числе и сельских, — полное преобладание эстонцев. Это является отличительной особенностью Эстонии от других стран Балтии.
По состоянию на 2021 год, уровень инфицированности населения Эстонии вирусом иммунодефицита человека на 100 000 населения составил 9,4.
Количество иммигрантов, проживающих в Эстонии, по оценкам ООН, сократилось до 190 тыс. человек (14,4 % населения) в 2019 году по сравнению с 382 тыс. человек в 1995 году.
По данным переписи населения Эстонии 2021 года, в стране проживало 1 331 824 человека, из них 1 128 433 ― граждане Эстонии, 81 695 ― граждане России, 15 935 ― граждане Украины, 5038 ― граждане Латвии, 4677 ― граждане Финляндии, 2707 ― граждане Беларуси, 1871 ― граждане Литвы, 1796 ― граждане Германии, 1317 ― граждане Индии, 1300 человек ― граждане Франции, 1267 ― граждане Италии, 1124 ― граждане Великобритании, 1094 ― граждане Нигерии, 16 289 ― граждане других стран. Гражданство 689 человек было неизвестно, число апатридов составляло 66 592 человека.
По данным Евростата, среди стран ЕС в Эстонии и Словении отмечен самый высокий рост продолжительности жизни.
В Эстонии один из самых низких уровней детской и младенческой смертности в мире. По данным Всемирного банка на 2020 год, среди стран-членов ОЭСР в Эстонии второй (после Исландии) самый низкий коэффициент детской смертности в возрасте до 5 лет, на 1000 живорождённых — 2,1 и третий (после Сан-Марино и Исландии) самый низкий в мире. По этим же данным, в Эстонии четвёртый (после Японии, Сан-Марино и Сингапура) самый низкий в мире коэффициент неонатальной младенческой смертности, на 1000 живорождённых — 0,9. Кроме того, в Эстонии третий (после Исландии и Сан-Марино) самый низкий в мире коэффициент младенческой смертности в возрасте до 1 года, на 1000 живорождённых — 1,7.

### Языки
Государственным языком Эстонии является эстонский язык — один из прибалтийско-финских, относящихся к финно-угорским языкам уральской языковой семьи. Широко распространён также русский язык.
По данным переписи населения Эстонии 2021 года, эстонский язык родным назвали 895 493 человека или 67,23 % населения страны, русский — 379 210 (28,47 %), украинский — 12 431 (0,93 %), финский — 4 276 (0,32 %), английский — 3 879 (0,29 %), латышский — 2 510 (0,19 %), немецкий — 1 834 (0,14 %), белорусский — 1 650 (0,12 %), другие языки — 30 541 (2,30 %), не указали родной язык — 8 176 (0,61 %).

### Русские и русскоязычное население
По данным на 2024 год, постоянное русское население Эстонии составляет 21,55 % населения страны (296 268 чел.). Несмотря на социальные, экономические и политические изменения со времён СССР, по состоянию на 2024 год в Эстонии и соседней Латвии, русское меньшинство в процентном отношении, составляет самый большой процент населения среди всех стран мира. По данным переписи населения Эстонии 2021 года в стране русский язык является родным для 379 210 чел. (28,47 % населения Эстонии). Среди них, помимо граждан Эстонии есть граждане России (79 332 чел.) и лица без гражданства (62 216 чел.). В основном, это потомки людей, переселившихся в Эстонию в период с 1914 по 1922 года (количество русских в этот период увеличилось c 4 до 8,2 %), а также приехавшие в Эстонию в советское время с 1940 по 1991 года (количество русских в этот период увеличилось c 8,2 % до 30,3 %) и их потомки.
По данным переписи населения 2021 года, 149 883 человека (47,54 % от общего числа русских в Эстонии) русских проживало в Таллине, в столичном уезде Харьюмаа — 178 169 чел. (56,52 %), в уезде Ида-Вирумаа — 97 231 чел. (30,84 %), в Тарту — 12 582 чел. (3,99 %).
В 2023 году 145 495 человек (47,42 % от общего числа русских в Эстонии) русских проживало в Таллине, в столичном уезде Харьюмаа — 173 526 чел. (56,56 %), в уезде Ида-Вирумаа — 94 835 чел. (30,91 %), в Тарту — 12 053 чел. (3,93 %).
По данным переписи населения Эстонии 2021 года, число апатридов составляло 66 592 человека (5 % населения Эстонии), из них этническими русскими были 53 997 чел. (4,05 % населения Эстонии); число граждан России, проживающих в Эстонии, составляло 81 695 чел. (6,13 % населения Эстонии), из них этническими русскими были 72 325 чел. (5,43 % населения Эстонии).
По данным на 1 января 2024 года, число апатридов в Эстонии составляло 62 216 человек (4,53 % населения Эстонии); число граждан России, проживающих в Эстонии, составляло 79 332 чел. (5,77 % населения Эстонии).
При Чудском регионе (города Калласте и Муствеэ, волость Пейпсиярве) проживают русские старообрядцы, предки которых переселились на территорию Эстляндии ещё в XVIII—XIX веках.

### Социальное положение
В Эстонии для пенсионеров существуют 3 вида пособий — SKAIS (онлайн-система), KOPIS (накопительная пенсия) и KIRST (медицинские показания). Для безработных существуют программы EMPIS (регистр безработных) и STAR (Реестр социальных услуг и льгот). Для студентов есть программа EHIS.
По данным Департамента статистики, по состоянию на 1 января 2025 года в Эстонии пенсионеров — 327 435 (из них 311 765 — по старости), безработных в I квартале того же года — 64 200 (уровень безработицы —8,6 %, самый высокий за последние 12 лет), число занятых — 681 600 (уровень занятости населения — 67,4 %).
C 1 апреля 2023 года в Эстонии повысился индекс государственной пенсии. Согласно изменениям, минимальная ежемесячная сумма народной пенсии (выплачивается лицам, не имеющим права на пенсию по старости) теперь составляет € 336,39. Базовая часть пенсии повысилась до € 317,9, а ценность каждого года трудового стажа — до € 8,684. С 1 апреля 2021 года увеличилась надбавка к пенсии за воспитание детей на € 3,55 на одного ребёнка. В общей сложности она затронула около 203 300 человек. В 2020 году в Эстонии насчитывалось около 3 200 получателей народной пенсии. По состоянию на 2023 год, средняя государственная пенсия по старости в Эстонии составляет 704 евро в месяц. В 2022 году пособие одиноким пенсионерам составляет 200 евро в месяц. С 1 января 2023 года пенсионеры в Эстонии освобождены от уплаты подоходного налога на сумму среднего размера государственной пенсии по стране (704 евро в 2023 году).
С 1 апреля 2023 года дневная ставка при полной нетрудоспособности составляет 18,6 евро (15,13 евро в 2021 году), а в месяц размер пособия составляет 558 евро в месяц (453 евро в 2021 году). При частичной трудоспособности пособие составляет 57 % от действующей дневной ставки, то есть, в среднем 318,06 евро в месяц (258 евро в 2021 году). Размер пособия по нетрудоспособности Касса по безработице рассчитывает на каждый календарный месяц.
Ежемесячное пособие на ребёнка по состоянию на 2023 год составляет — € 80 за первого ребёнка, € 80 за второго ребёнка и € 100 за третьего ребёнка и каждого последующего. Ежемесячное пособие на ребёнка по состоянию на июль 2021 года, один из родителей которого проходит срочную или альтернативную службу составляет € 900 в месяц на каждого ребёнка до окончания нахождения одного из родителей на срочной или альтернативной службе.
С 2020 года, размер пособия для ребёнка с недугом средней тяжести составит € 138, для ребёнка с тяжёлым недугом — € 161. Дети с глубоким недугом начнут получать пособия в размере € 241. В Эстонии проживает порядка 13 000 детей с ограниченными возможностями. По сравнению с 2009 годом, их число выросло почти вдвое. В 2017 году пособие для детей с недугом средней тяжести получали 5000 детей, пособие для детей с тяжким недугом — 7164, пособие для детей с глубоким недугом — 732 ребёнка.
В Эстонии самый продолжительный со 100 % оплатой материнский отпуск по беременности и родам в мире, он составляет 62 недели. По эстонскому законодательству право на декретный отпуск имеет не только мать, но и отец. С 1 июля 2020 года отцовский отпуск со 100 % оплатой составляет 30 дней.
С 1 января 2013 года городской общественный транспорт Таллина стал бесплатным для всех зарегистрированных жителей города. В 11 из 15 уездах Эстонии с 1 июля 2018 года пассажиры могут бесплатно пользоваться автобусами.

## Внешняя политика

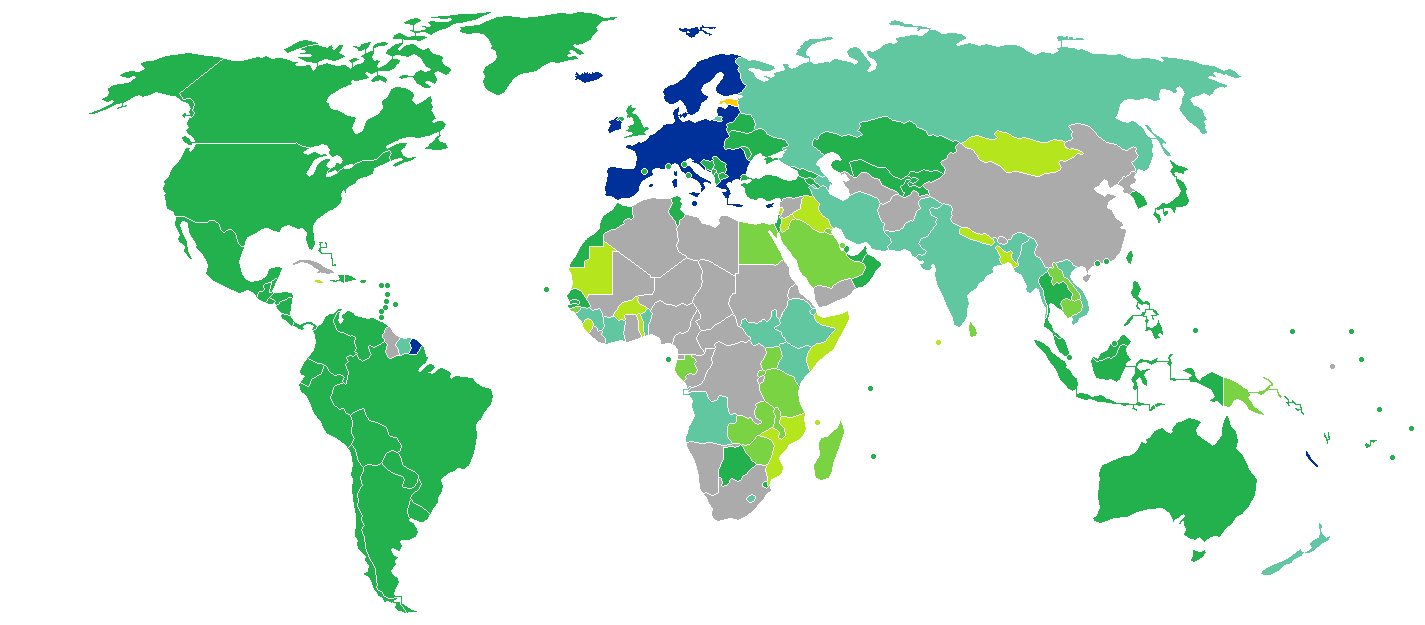
Карта мира, отражающая визовые требования для граждан Эстонии
Эстония
Свободное передвижение
Виза не требуется
Виза оформляется по прибытии
eVisa
Виза оформляется по прибытии или через Интернет
Требуется заранее оформленная виза

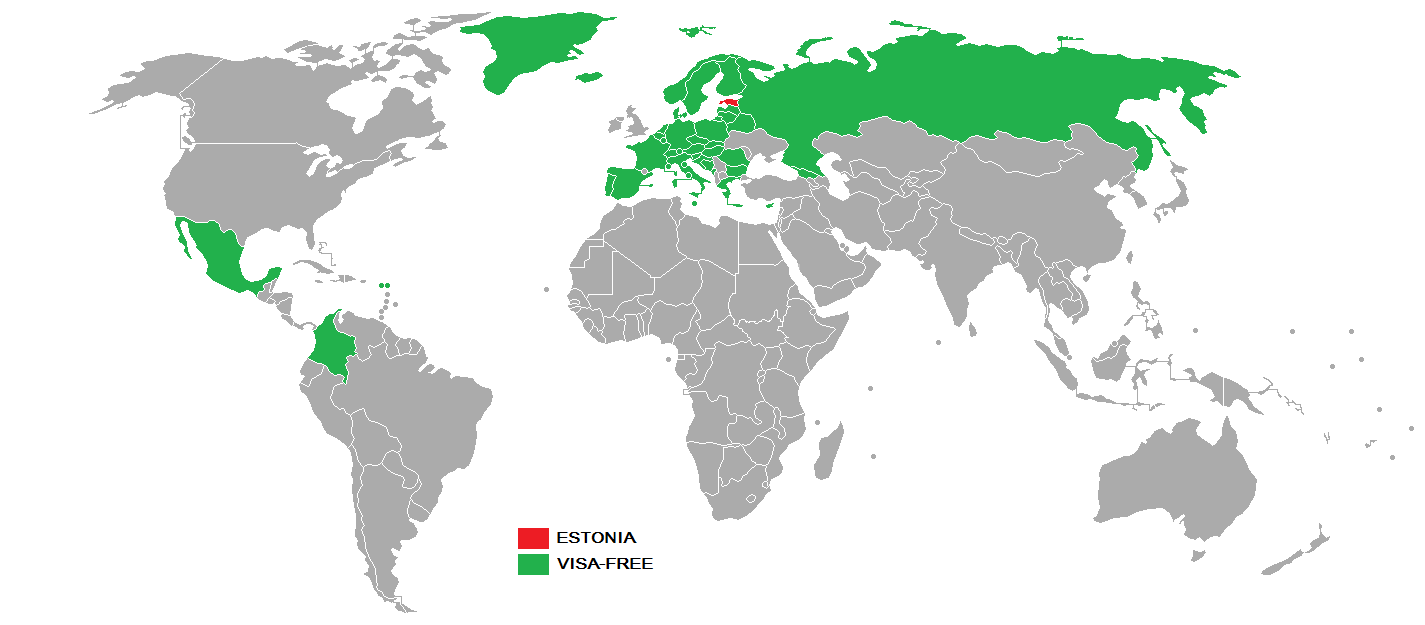
Карта мира, отражающая визовые требования для неграждан Эстонии
Эстония
Виза не требуется
Требуется заранее оформленная виза

С 1 мая 2004 года Эстония является членом Европейского союза, а с 1 января 2011 года и Еврозоны. Таким образом, Эстония является одной из трёх бывших республик СССР, интегрированных в общеевропейский рынок и Шенгенское пространство, а также первой из постсоветских стран, перешедшей на единую европейскую валюту и отказавшейся от самостоятельной монетарной политики. Членство в Европейском союзе также подразумевает приоритет нормативных актов ЕС над внутригосударственными юридическими нормами (в случае противоречия последних актам Европейского союза применяются общесоюзные нормы).
С 29 марта 2004 года Эстония является также членом НАТО. Участвует в военных миссиях НАТО в Ираке и Афганистане. Парламент Эстонии 7 мая 2003 года разрешил направить военнослужащих в Ирак. 20 июня 2003 года в Ирак по просьбе американского командования отправлены первые кадровые военные эстонских сил обороны.
С 13 мая 1993 года — член Совета Европы.
Помимо прочего, Эстония является полноправным членом ООН, ОЭСР, ОБСЕ и ВТО.
С 1 мая 2004 года, когда Эстония стала полноправным членом Европейского союза, граждане Эстонии могут путешествовать без визы по странам Европейского союза и странам-членам Европейского экономического пространства, а также Швейцарской Конфедерации. При этом границы они могут пересекать как с паспортом, так и с ID-картой.
По состоянию на 2023 год, граждане Эстонии имеют возможность посещать без визы в общей сложности 182 государства и территорий, что делает Эстонский паспорт 10-м в мире по уровню свободы передвижения согласно индексу паспортов.

## Вооружённые силы
В соответствии с Законом Эстонской Республики о защите государства Силы обороны включают в себя:
- Армию обороны Эстонии;
- Союз обороны Эстонии (Кайтселийт);
- согласно законодательству Эстонской Республики в военное время в состав Сил обороны входят также военизированные подразделения Департамента полиции и пограничной охраны, находящиеся в мирное время в подчинении Министерства внутренних дел Эстонии.

Армия состоит из двух пехотных бригад, военно-морских и военно-воздушных сил.

## Культура

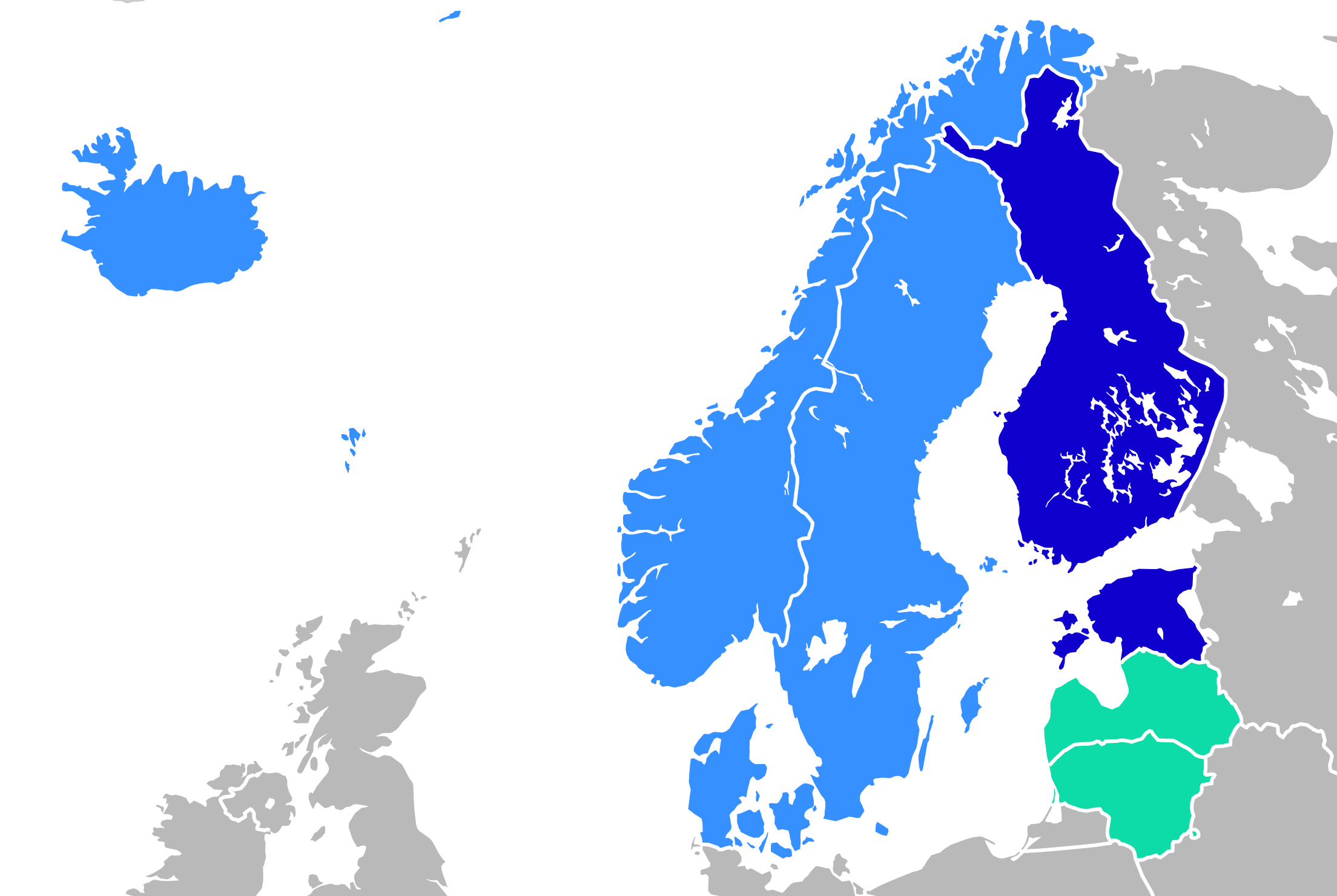
Языковые группы в этом районе.
Скандинавские языки (Исландия и Скандинавия).
Прибалтийско-финские языки (Финляндия, Эстония).
Балтийские языки (Латвия, Литва).

Большое значение в ментальности и культурных традициях эстонцев имеет прибалтийско-финское наследие.
Эстония находится на стыке разных культур. По культуре им родственны латыши, финны, литовцы, русские северо-запада России, белорусы, шведы и немцы.
С территорией Эстонии связана также культура остзейских немцев, балтийских шведов и русских старообрядцев.
После захвата крестоносцами во второй четверти XIII века Эстония вошла в сферу непосредственного влияния западноевропейской культуры.
В 1523 году до Эстонии дошло движение Реформации. Лютеранство, придававшее большое значение письменности и грамотности, заложило основу эстонской словесности и крестьянской школы.
Восстановленный в 1802 году университет в Дерпте (ныне Тарту) стал не только проводником западной культуры, но и колыбелью национального пробуждения. Газеты на эстонском языке помогали расширять кругозор и улучшали грамотность народа. После отмены крепостного права вместе с экономической жизнью и письменным языком зарождалась национальная культура (литература, музыкальное творчество, искусство). В 1869 году в Дерпте состоялся первый певческий праздник; традиция певческих праздников до сегодняшнего дня является важной частью эстонской культуры и национальной идентичности.
По состоянию на 1897 год средняя грамотность по Эстляндской губернии среди протестантов составляла 83 % (среди всех жителей Эстляндии — 79,9 %).
На рубеже XIX—XX веков на эстонскую культуру сильное влияние оказали индустриализация, модернизация и быстрое развитие городов. В первом десятилетии XX века балтийско-немецкая культура в Эстонии уже отошла на задний план. В архитектуре, литературе и музыке, наряду со следованием мировым течениям, возникли признаки национального стиля, появились зрелые в художественном плане произведения.

### Спорт

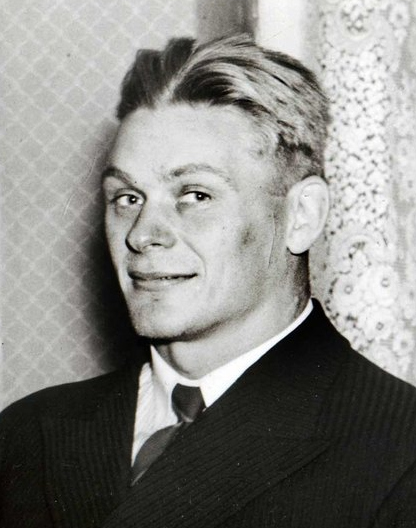
Кристиан Палусалу. «Лучший спортсмен Эстонии XX века»

Эстония дебютировала на Олимпийских играх-1920 в Антверпене, через три года был создан олимпийский комитет страны. В 1920—1930-е годы эстонские спортсмены завоевали 6 золотых, 6 серебряных, 9 бронзовых медалей — все золотые медали на счету борцов и тяжелоатлетов. Кристиан Палусалу на Олимпийских играх 1936 выиграл золотые медали как в греко-римской, так и в вольной борьбе (один из двух борцов в истории). Палусалу был признан лучшим спортсменом страны XX века.
В 1930-е годы значительных успехов добилась сборная страны по шахматам, а Пауль Керес был одним из сильнейших игроков мира в середине XX века.
На Олимпийских играх 1952—1988 годов эстонские спортсмены участвовали в составе сборной команды СССР. В Таллине была проведена парусная регата летних Олимпийских игр 1980. Золотые медали Олимпиад завоёвывали Антс Антсон (конькобежный спорт), Йоханнес Коткас (борьба), Ааво Пиккуус, Эрика Салумяэ (оба — велоспорт), Тийт Сокк (баскетбол), Вильяр Лоор (волейбол), Ивар Стуколкин (плавание), Яак Уудмяэ (лёгкая атлетика).
В постсоветский период эстонские спортсмены завоевали более 20 медалей на летних и зимних Олимпиадах. Призёрами летних Игр становились легкоатлеты Эрки Ноол (десятиборье) и Герд Кантер (метание диска), Юри Яансон (гребля), братья Тыну и Тоомас Тынисте (парусный спорт).
Одним из мировых центров зимнего спорта является Отепя, где проводились чемпионаты Европы по биатлону 2010 и 2015 годов. Лыжники Кристина Шмигун и Андрус Веэрпалу были одними из лидеров в своём виде спорта в 1990—2000-х годах, олимпийскими чемпионами.
Автогонщики Маркко Мяртин и Отт Тянак становились призёрами чемпионатов мира по ралли.

## Традиции

### Национальные символы

#### Официальные

##### Известняк
В древние времена в Эстонии были большие запасы известняка. Древние эсты строили дома именно из него.

##### Василёк
Василёк растёт во ржи, а из ржи эсты делали хлеб, который очень ценили. Девушки также плели из васильков венки.

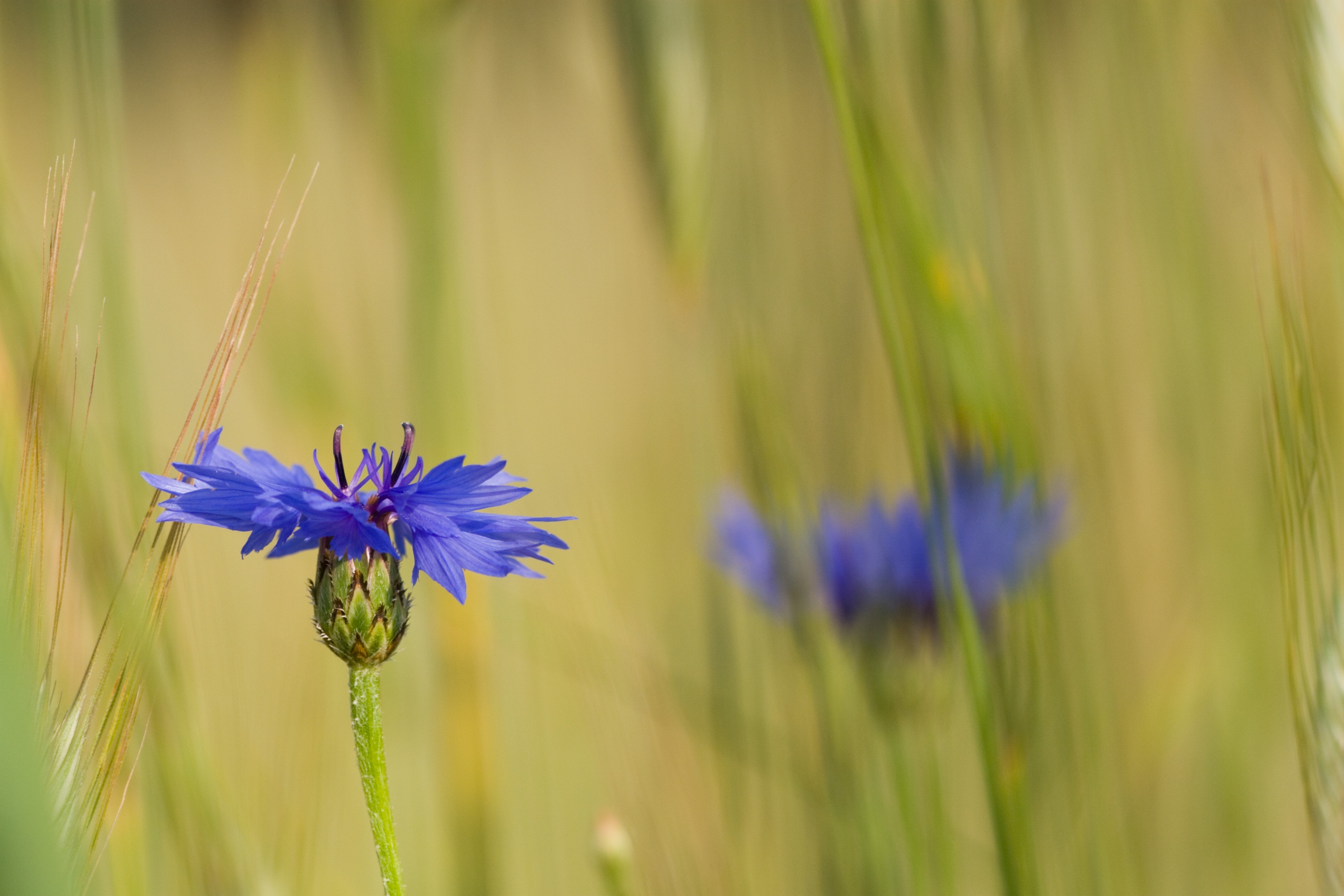
Васильки в природном парке Хаанья

##### Деревенская ласточка
Деревенская ласточка у эстов связывалась с чистоплотностью и умом, ведь ласточки «предсказывали погоду». Ласточка имеет цвета эстонского флага — чёрный и белый.

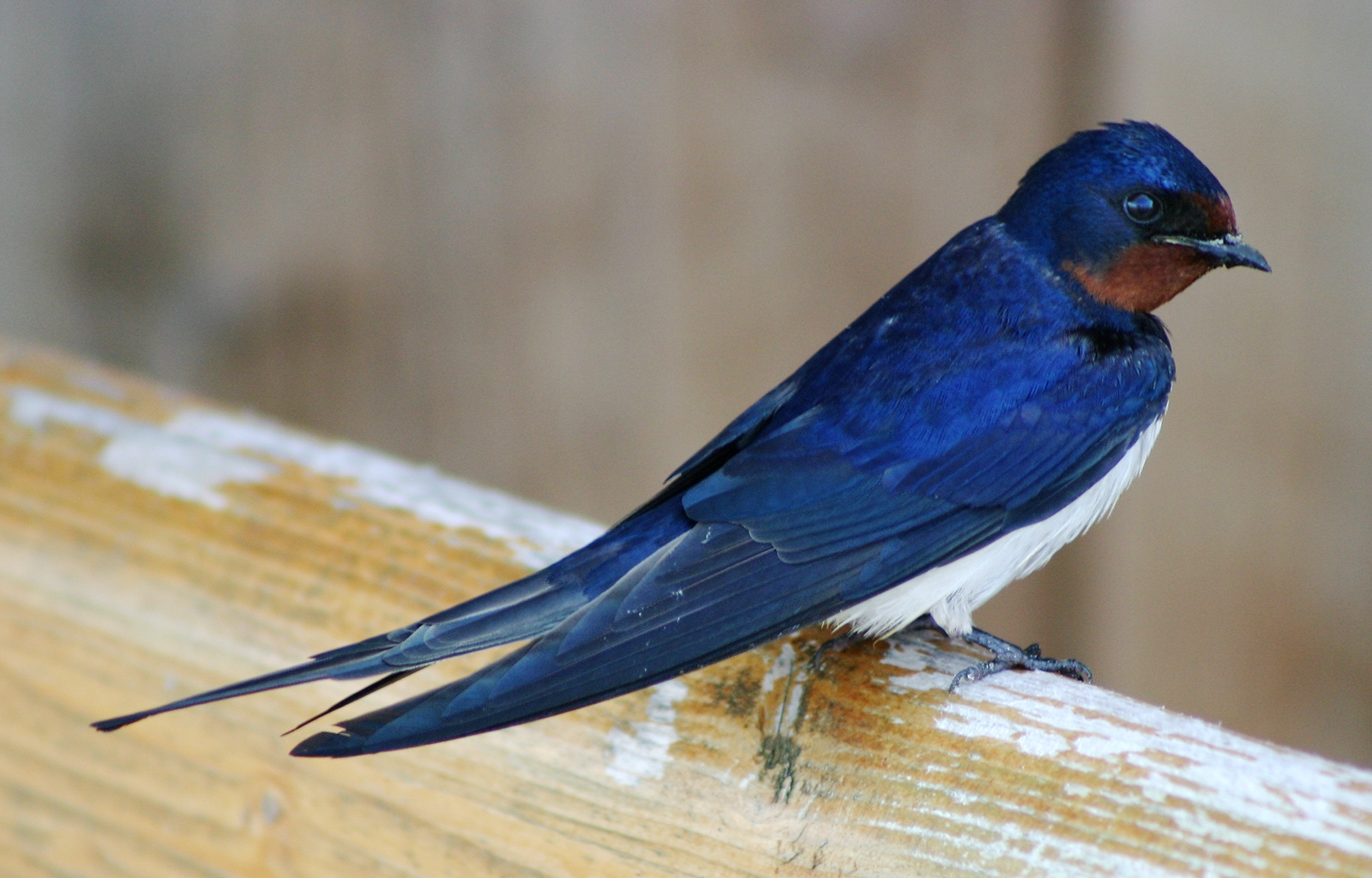
Деревенская ласточка

#### Неофициальные

##### Дуб
Дуб у эстов ассоциировался с силой. Большой герб Эстонии украшен ветками золотого дуба.

### Праздники

#### Государственные праздники

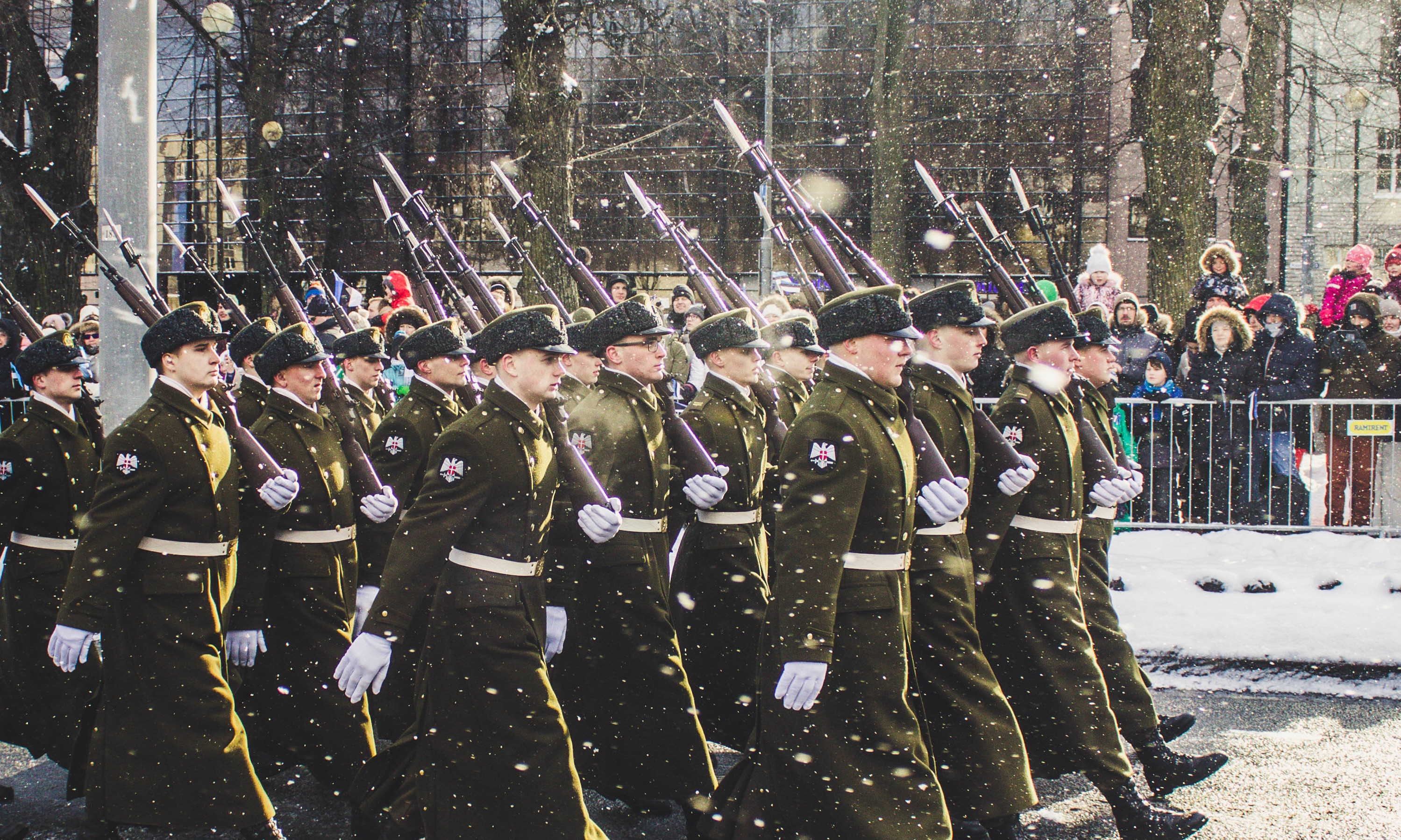
Военный парад в честь 100-й годовщины Эстонской Республики, 2018

| Дата           | Русское название                                          | Эстонское название                        |
| -------------- | --------------------------------------------------------- | ----------------------------------------- |
| 1 января       | Новый год                                                 | Uusaasta                                  |
| 24 февраля     | День независимости (1918), годовщина Эстонской Республики | Iseseisvuspäev, Eesti Vabariigi aastapäev |
|                | Страстная пятница                                         | Suur reede                                |
|                | Первый день Пасхи                                         | Ülestõusmispühade 1. püha                 |
| 1 мая          | Праздник Весны                                            | Kevadpüha                                 |
|                | День Святой Троицы                                        | Nelipühade 1. püha                        |
| 23 июня        | Праздник Победы (под Вынну над Ландесвером; 1919)         | Võidupüha                                 |
| 24 июня        | Иванов день                                               | Jaanipäev                                 |
| 20 августа     | День восстановления независимости (1991)                  | Taasiseseisvumispäev                      |
| 24 декабря     | Рождественский сочельник                                  | Jõululaupäev                              |
| 25, 26 декабря | Рождество Христово                                        | 1. ja 2. Jõulupüha                        |

#### Государственные знаменательные даты
| Дата                        | Русское название                                 | Эстонское название                          |
| --------------------------- | ------------------------------------------------ | ------------------------------------------- |
| 6 января                    | Праздник Трёх королей (Богоявление)              | Kolmekuningapäev                            |
| 2 февраля                   | Годовщина подписания Тартуского мирного договора | Tartu rahulepingu aastapäev                 |
| 14 марта                    | День родного языка                               | Emakeelepäev                                |
| второе воскресенье мая      | День матери                                      | Emadepäev                                   |
| 4 июня                      | День эстонского флага                            | Eesti lipu päev                             |
| 14 июня                     | День траура                                      | Leinapäev                                   |
| 23 августа                  | День памяти жертв коммунизма и нацизма           | Kommunismi ja natsismi ohvrite mälestuspäev |
| второе воскресенье сентября | День бабушек и дедушек                           | Vanavanemate päev                           |
| 22 сентября                 | День сопротивления                               | Vastupanuvõitluse päev                      |
| третья суббота октября      | День родственных народов                         | Hõimupäev                                   |
| 2 ноября                    | День поминовения усопших                         | Hingedepäev                                 |
| второе воскресенье ноября   | День отца                                        | Isadepäev                                   |
| 16 ноября                   | День возрождения                                 | Taassünni päev                              |

## Средства массовой информации
Эстонский медиарынок в основном контролируется двумя крупными концернами: «Eesti Meedia» и «Ekspress Grupp».
Eesti Meedia в Эстонии принадлежит несколько СМИ, в том числе крупнейшая газета Эстонии «Postimees» и второй по величине телевизионный канал Kanal 2. Владельцем Eesti Meedia является норвежская компания «Schibsted Media Group», председателем правления является М. Кадастик — друг А. Ансипа (бывшего премьер-министра Эстонии и председателя эстонской Партии реформ).
Концерну «Ekspress Grupp», по состоянию на 2008 год, принадлежат фирмы «Eesti Ekspressi Kirjastuse AS», «AS Maaleht», «AS Rahva Raamat», «AS Printall», «UAB Ekspress Leidyba», «TeleTell Infoline SRL», «OÜ Ekspress Internet», «AS Ekspress Hotline» и «AS Delfi». Продукцией «Ekspress Grupp» пользуется свыше 60 % населения Эстонии. Крупнейшим акционером «Ekspress Grupp» является предприниматель Ханс Х. Луйк.
Также в Эстонии функционирует Эстонская общественная телерадиовещательная корпорация (ERR), финансируемая из государственного бюджета. В ERR входят 2 канала эстонского телевидения (ETV и ETV2, а также русскоязычный канал ETV+), 5 каналов эстонского радио и ряд новостных интернет-порталов. Председателем правления ERR является экс-министр культуры Эстонии, выходец из Партии реформ Маргус Алликмаа.

### Телевидение

#### Телеканалы, вещающие на эстонском языке
Помимо двух общественных телеканалов ETV (существует также HD-версия) и ETV2, по всей Эстонии транслируются коммерческий канал Kanal 2, развлекательный канал TV3, Таллинский телеканал Tallinna TV, международный телеканала France 24 English, тестовый канал (TEST). Кроме того:
- TV6 — развлекательный телеканал;
- Kanal 11 — женский телеканал;
- Kanal 12 — телеканал фильмов, имеет свой тестовый канал «TEST»[216];
- Neljas («Четвёртый») — имеет передачи различных жанров[217];
- Alo TV — музыкальный канал классической эстонской музыки;
- Fox Life и Fox Crime Estonia — телеканалы на базе американских каналов Fox Crime и Fox Life;
- Sony и E!Entertaiment TV Estonia — телеканалы на базе американских каналов Sony Entertaiment и E!Entertaiment;
- Tallinna TV — таллинский телеканал, транслируется по всей Эстонии, имеет свою HD-версию;
- 4 и 5 Multimania — детские телеканалы из Латвии, вещание на латышском, литовском, эстонском и русском языках;
- Lolo TV — чисто эстонский вариант 4 и 5 Multimania, вещание на эстонском и русском языках;
- TV10 — небольшой спортивный телеканал Эстонии;
- TV1000 Eesti — создан на основе телеканала TV1000 и адаптирован под Эстонию;
- Seitse — музыкальный телеканал;
- Musakanal — музыкальный телеканал, дочерний «SEITSE»[218];
- Kinnisvara TV — телеканал недвижимости.

#### Телеканалы, вещающие на русском языке
- ETV+ — общественно-правовой телеканал Эстонского телерадиовещания (ERR), вещающий на русском языке. Телеканал начал вещание 28 сентября 2015 года. Основную часть утреннего и вечернего эфира занимают передачи собственного производства;
- 3+ Эстония — развлекательный телеканал, находящийся во владении шведской медиагруппы Modern Times Group. Основную часть эфирного времени занимают сериалы и передачи российских каналов СТС, ТНТ и ТВ-3[219];
- ПБК Эстония — телеканал, созданный на базе российского Первого канала. Канал транслирует как передачи из Эстонии, так и российские программы;
- Continent Europe — телеканал для русскоязычных жителей Европы. Большую часть эфирного времени занимают документальные фильмы и советский кинематограф. Остальное: программы из Эстонии и некоторых других стран Европы;
- REN TV Estonia — телеканал на базе латвийского телеканала «REN TV Baltic», адаптированный под Эстонию. Основное содержание составляют программы из России;
- Orsent TV — телеканал вещает, в основном, программы из Эстонии и фильмы советского производства. Имеется особая программа ВТВ, где транслируются некоторые программы из России и Беларуси;
- TVN — телеканал, транслирующий множество передач разных жанров из Эстонии, а также документальные фильмы, концерты и советский кинематограф;
- РТР-Планета Балтия — балтийская версия международного телеканала «РТР-Планета». Передачи только из России. Адаптирован под Эстонию;
- NTV Mir Estonia — эстонская версия телеканала НТВ Мир;
- СТС Estonia — эстонская версия телеканала СТС International;
- LIFE TV — семейный и христианский телеканал. Спутник Hot-Bird 13b, кабельные сети, IPTV, интернет online. Вещание на русском и эстонском языках.

### Радиостанции

#### Радиостанции, вещающие на эстонском языке
- Эстонское радио — структура, являющаяся подразделением Эстонской общественной телерадиовещательной корпорации и объединяющая несколько радиоканалов:
  - Vikerraadio — самая популярная эстонская радиостанция, фактически — главная радиостанция Эстонии;
  - Raadio 2 — новости, музыка и др;
  - Klassikaraadio — классическая музыка;
  - Raadio Tallinn — таллинская радиостанция, транслирующая выпуски новостей, музыкальные передачи, а также ретранслирующая передачи зарубежных радиостанций BBC, Deutsche Welle и RFI;
- Kuku Raadio — одна из первых коммерческих радиостанций в Эстонии;
- Sky Plus — музыка, новости, информация о состоянии дорожного движения, радиовикторины;
- Tartu Raadio — радиостанция, вещающая в городе Тарту;
- Radio Mania — музыка, новости, радиошоу, позиционирует себя рок-радиостанцией;
- Raadio 3 — новости, музыка и др.;
- Raadio Elmar — музыка в формате Adult Contemporary;
- Power Hit Radio — TOP-музыка;
- Energy FM — TOP-музыка;
- Retro FM — музыка в формате Gold Retro (70-х, 80-х, 90-х, 00-х годов);
- Pärnu Raadio — радиостанция города Пярну (вещается только в городе Пярну и окрестностях);
- Raadio Elmar — музыка, новости и др.;
- Star FM — музыка, новости и др.;
- Ring FM — музыка, новости и др,;
- Relax FM — спокойная и расслабляющая музыка,;
- Rock FM — музыка в стиле рок.
- Raadio Duo — музыка, новости и др.

#### Радиостанции, вещающие на русском языке
Данные рейтингов радиостанций, вещающих на русском языке, по данным исследования TNS Gallup Media
- Радио 4 Эстонского Радио. Передачи радиостанции «Радио 4» Эстонского радио, можно также слушать в Финляндии, России, Латвии и Швеции. Это единственное русскоязычное радио, ставящее акцент на разговорные программы[221], а также ретранслирующая передачи зарубежной радиостанции «Радио Свобода»[222];
- Super Радио — до 1 января 2024 г. «Русское Радио»;
- SKY Радио;
- Народное радио — DAB+ и онлайн;
- DFM — последний день вещания в Эстонии — 16 мая 2024 г.;
- Юмор FM — работает только онлайн, в 2024 году FM-частоты переданы украиноязычной радиостанции «Druzi»;
- Star FM+ — бывшая «Волна»;
- Семейное радио Эли/Голос надежды/Трансмировое радио;
- Maximum — станция заняла частоту Народного радио в FM-формате.

### Печатные издания
На эстонском языке
- «Eesti Päevaleht» — общественно-политическая ежедневная газета;
- «Postimees» — общественно-политическая ежедневная газета, в советское время являлась главной газетой города Тарту и выходила под названием «Edasi» (Вперёд);
- «Õhtuleht» — ежедневный таблоид, в 2000—2008 годы, после объединения с газетой «Sõnumileht», выходила под названием «SL Õhtuleht»;
- «Eesti Ekspress» — общественно-политический еженедельник, издаётся с 1989 года;
- «Äripäev» — экономическая газета;
- «Maaleht» — еженедельник, издаётся с 1987 года;
- «Kesknädal» — нерегулярная газета, издаваемая Центристской партией Эстонии;
- «Pealinn» — бесплатная газета, издаваемая городом Таллином.

На русском языке
С 2024 года газеты на русском языке в Эстонии не издаются, за исключением двуязычного инфолистка таллинского района Ласнамяэ.
До этого на русском языке издавались:
- «Деловые ведомости» — экономическая газета, выходившая раз в две недели. Помимо переводных статей из «Äripäev», газета публиковала авторские материалы;
- «МК Эстония» — эстонская версия «Московского комсомольца». Была единственным общереспубликанским еженедельником на русском языке;
- «День за днём» и «Postimees» (на русском языке) — официально закрыты в октябре 2016 года.
- «Столица» — бесплатная газета, издававшаяся до 2024 года муниципалитетом Таллин.
- «Linnaleht» («Городская газета») — бесплатный еженедельник, освещавший новости эстонской столицы на эстонском и русском языках.

На других языках
В стране продаются газеты на английском языке, в частности «The Baltic Times». С 1995 по 2005 год продавалась газета на немецком языке «Baltische Rundschau» (в настоящее время является только интернет-изданием).

### Новостные сайты
- Delfi — сеть крупнейших новостных интернет-порталов в Прибалтике и на Украине (до 2014 года). В Эстонии есть два портала Delfi, на эстонском и на русском языке, оба являются ведущими новостными порталами Эстонии по числу посетителей;
- Новостные порталы ERR на эстонском (www.err.ee), русском (rus.err.ee) и английском (news.err.ee) языках Эстонской национальной телерадиовещательной компании;
- postimees.ee — интернет-портал газеты «Postimees». Имеет версии на эстонском, русском и английском языках;
- У многих газет Эстонии, в частности, уездных и волостных, имеются свои новостные сайты;
- «Окно культуры Тарту и Южной Эстонии» — русскоязычный информационный портал города Тарту;
- sekundomer.ee/ru — русскоязычное интернет-издание о спорте в Эстонии и спортивных мероприятиях в Ида-Вирумаа

и др.

### Свобода слова
Согласно рейтингу международной организации «Репортёры без границ», в 2013 году Эстония опустилась с 3-го на 11-е место в мире по свободе слова. Аналогичного мнения о высоком уровне свободы слова в Эстонии придерживается американская неправительственная организация Freedom House.
В статье, опубликованной в июне 2010 года российским информационным агентством REGNUM, был изложен ряд фактов, свидетельствующих, по оценке агентства, о постоянном давлении на журналистов в Эстонии.
В марте 2011 года Европарламент принял резолюцию, в которой выразил серьёзную обеспокоенность ситуацией с плюрализмом и свободой СМИ в ряде стран ЕС, включая Эстонию.

## Транспорт и связь
С 1 января 2013 года городской общественный транспорт Таллина стал бесплатным для всех зарегистрированных жителей города. Право бесплатного проезда также предоставлено учащимся до 19-летнего возраста независимо от места их жительства и сохранено за всеми группами льготников, имевших такое право ранее. Также с 1 января 2013 года отменены бумажные проездные билеты и введены бесконтактные пластиковые карты, которые необходимо регистрировать при входе в транспорт через особые регистраторы (валидаторы). При отсутствии карты необходимо приобрести одноразовый проездной талон у водителя. Эстония стала первой европейской страной, которая ввела бесплатный проезд на общественном транспорте почти на всей территории страны. В 11 из 15 уездов с 1 июля 2018 года пассажиры могут бесплатно пользоваться автобусами.

## Электронное государство (E-государство)
Основная статья: э-Эстония

Основная статья: Электронная подпись в Эстонии
С 2000 года правительство Эстонии перешло к безбумажным заседаниям кабинета министров, пользуясь электронной сетью документации в Интернете. По результатам конкурса Европейской комиссии проект переведения госсектора на электронную документацию, в результате которого к электронному обмену документами присоединилось уже около 500 учреждений, в том числе все министерства, уездные управы и почти все департаменты и инспекции, был признан лучшим в Европе.
С 2000 года в Эстонии можно подавать налоговые декларации электронным путём. В 2010 году 92 % налоговых деклараций в Эстонии были предоставлены через Интернет. Через единый портал гражданин по сети Интернет может получать различные государственные услуги.
Сегмент Интернета в Эстонии является одним из наиболее развитых как в Европе, так и во всём мире. В 2019 году, по данным МСЭ, в стране насчитывался 1 276 521 интернет-пользователь, что составляло 97,9 % населения страны — по этому показателю Эстония заняла тогда 1-е место в Евросоюзе. По данным десятого доклада аналитического центра Freedom House, анализирующего права и свободы людей в публичном веб-пространстве в 65 странах мира, который охватывает период с июня 2019 года по июнь 2020 года: Эстония занимает второе место в мире по свободе интернета после Исландии В рейтинге развития информационных технологий Эстония занимает 24-е место среди 142 стран мира, а в рейтинге открытости Интернета уверенно лидирует. 71 % владельцев домов и квартир, а также все эстонские школы имеют точки выхода в Интернет. В стране создано более 1100 бесплатных Wi-Fi-зон. С 2006 года в Эстонии началось строительство беспроводных сетей WiMAX, которые к 2013 году покрывают почти всю территорию страны.
По состоянию на январь 2009 года в Эстонии проживали более 1 000 000 обладателей ID-карт (90 % всего населения Эстонии). ID-карта является удостоверяющим личность документом для всех граждан Эстонии старше 15 лет и постоянных жителей Эстонии, находящихся в стране на основании вида на жительство. С помощью ID-карты жители Эстонии могут удостоверить свою личность как обычным, так и электронным способом, а также использовать карту для оформления цифровой подписи, для участия в выборах и даже покупки проездных билетов на общественный транспорт.
В октябре 2005 года прошли интернет-выборы в органы местных самоуправлений. Эстония стала первой страной в мире, реализовавшей голосование через интернет как одно из средств подачи голосов. В 2007 году Эстония стала первой в мире страной, предоставившей своим избирателям возможность голосовать через Интернет на парламентских выборах. На прошедших парламентских выборах 2019 года в Эстонии через интернет были поданы 247 232 голоса или 43,8 % от их общего числа. На прошедших парламентских выборах 2023 года в Эстонии через интернет были поданы 313 510 голосов или 51,1 % от их общего числа.

### Электронное резидентство

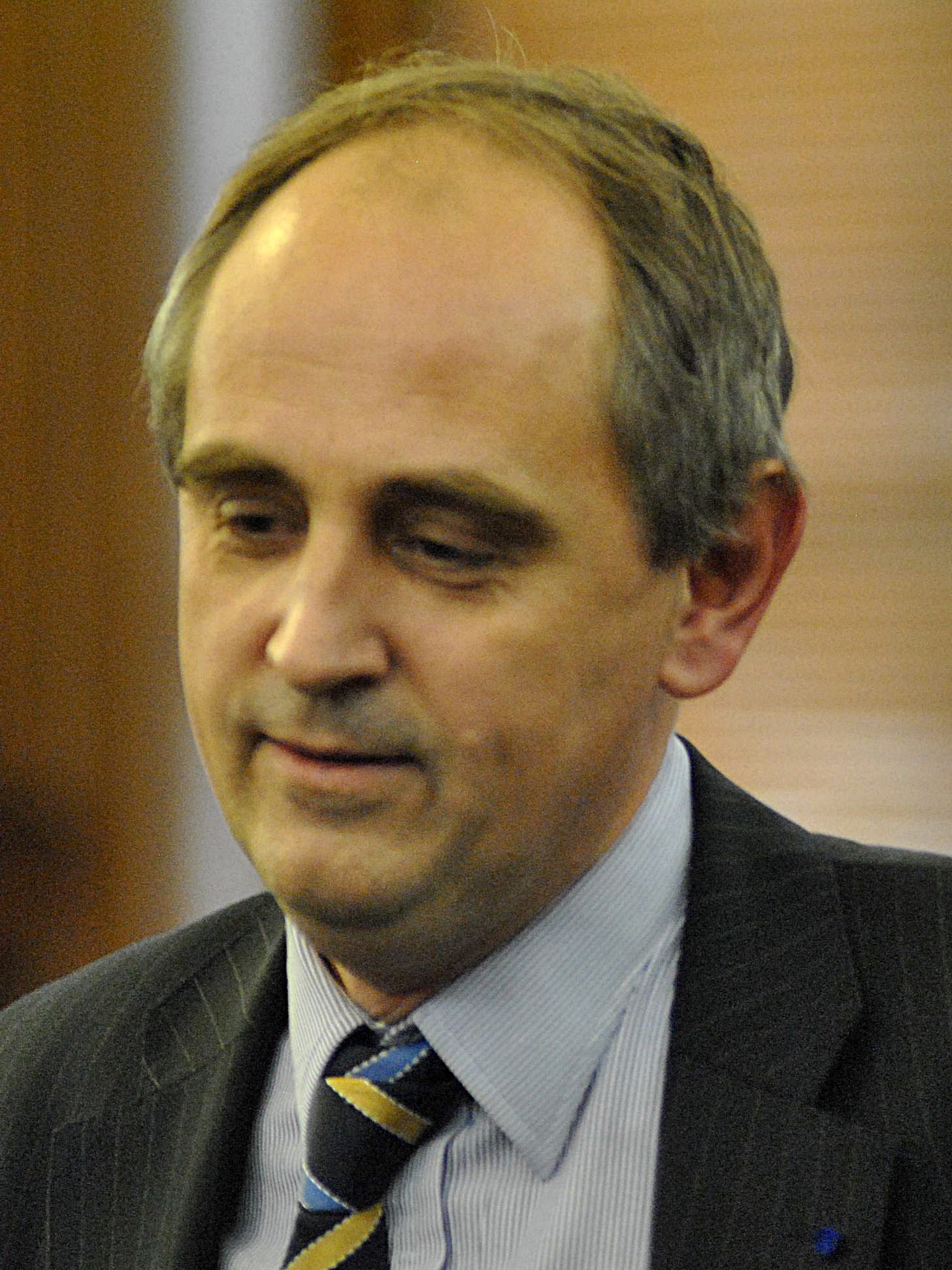
Первый е-резидент Эстонии, британский журналист Эдвард Лукас

Электронное резидентство (e-Residency) — программа, запущенная правительством Эстонии 1 декабря 2014 года, которая позволяет людям, не являющимся гражданами Эстонии, иметь доступ к таким услугам со стороны Эстонии, как формирование компании, банковские услуги, обработка платежей и оплата налогов. Программа даёт всем её участникам (так называемым э-резидентам) смарт-карты, которые они могут использовать в дальнейшем для подписания документов. Программа направлена на людей из не зависящих от местоположения сфер предпринимательства, например, разработчиков программного обеспечения и писателей.
Первым виртуальным резидентом Эстонии стал британский журналист Эдвард Лукас.
Виртуальное резидентство не связано с гражданством и не даёт прав физически посещать или переселяться в Эстонию. Виртуальное резидентство не влияет на налогообложение доходов резидентов, не делает обязанностью платить подоходный налог в Эстонии и не освобождает от налогообложения доходов в стране проживания (гражданства / подданства) резидента. Виртуальное резидентство позволяет использовать следующие возможности: регистрация компании, подписание документов, зашифрованный обмен документами, онлайн-банкинг, подача налоговой декларации, а также управление медицинскими услугами, связанными с медицинскими рецептами. Смарт-карта, выданная в соответствующих органах, предоставляет доступ к услугам. Регистрация бизнеса в Эстонии является «полезным для предпринимателей в интернете на развивающихся рынках, которые не имеют доступа к поставщикам онлайн платежей», а также для стартапов из таких стран, как Украина или Беларусь, которые подвергаются финансовым ограничениям со стороны их правительств.
На конец 2023 года статус электронного резидента Эстонии получили более 100 000 человек из 181 страны мира. Менее чем за 10 лет с момента запуска программы электронными резидентами в Эстонии было зарегистрировано 27 000 предприятий, и это число продолжает расти.

### Комментарии
1. ↑  До 2011 года — эстонская крона
2. ↑  Аналогичным образом тацитовский этноним «фенны» (Fenni) был распространён на суоми, породив современное название «финны».